# Sunbeam

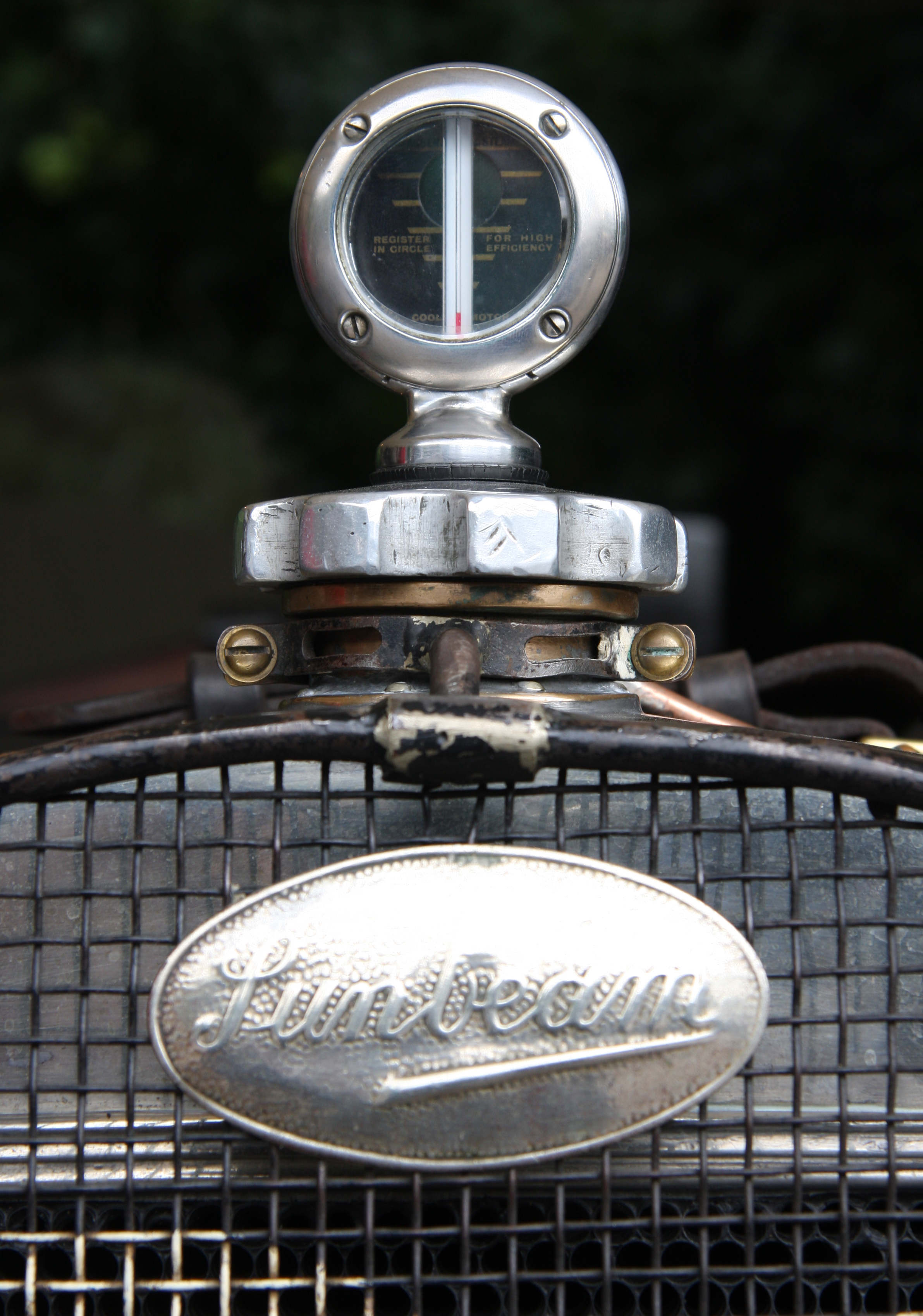
Emblema de un automóvil Sunbeam

Sunbeam (nombre completo original en inglés: Sunbeam Motor Car Company Limited) fue un fabricante británico de automóviles. Su factoría estaba ubicada en Moorfields (Blakenhall), un barrio de Wolverhampton en el condado de Staffordshire, actualmente West Midlands. El nombre de Sunbeam ("rayo de sol" en inglés) había sido registrado por John Marston en 1888 para su negocio de fabricación de bicicletas. La producción de automóviles Sunbeam comenzó en 1901. El negocio de los vehículos motorizados se vendió a la Sunbeam Motor Car Company Limited, fundada en 1905 para separar su actividad del negocio de las Bicicletas Sunbeam. Las motocicletas Sunbeam no se fabricaron hasta 1912.
El entusiasmo del diseñador Louis Coatalen impulsó la amplia experiencia de Sunbeam en vehículos de carreras y sus motores. La compañía fabricó sus propios motores de aviación durante la Primera Guerra Mundial, así como la notable cantidad de 647 diseños de aviones diferentes. La fabricación de motores atrajo a la marca a las carreras de Grand Prix y a la participación en el logro de récords mundiales automovilísticos de velocidad.
A pesar de sus reconocidos automóviles y motores de aviación, un largo período de escasas ventas en 1934 había provocado pérdidas continuas. Sunbeam no pudo reembolsar el dinero que había pedido prestado desde 1924 durante diez años para financiar su programa de carreras de Grand Prix, y se nombró un administrador judicial. Se produjo una venta forzada, y Sunbeam fue adquirida por el Grupo Rootes. La fabricación de los entonces pasados de moda automóviles Sunbeam no se reanudó bajo los nuevos propietarios, aunque los trolebuses Sunbeam sí permanecieron en producción.
William y Reginald Rootes tuvieron la intención de vender automóviles de lujo con el nombre de Sunbeam, pero casi cuatro años después, en 1938, los dos hermanos optaron por agregar el nombre de Sunbeam a su gama de diseños de la marca Talbot, denominándolos Sunbeam-Talbot. En 1954 abandonaron el nombre Talbot, dejando solamente Sunbeam.
Sunbeam se siguió utilizando como marca en nuevos automóviles hasta 1976. Posteriormente se usó como nombre de algunos modelos, como el Chrysler Sunbeam de 1977 a 1979 y, tras la adquisición de Chrysler Europa por el Groupe PSA, para el Talbot Sunbeam desde 1979 hasta 1981.

## Propiedad

### John Marston

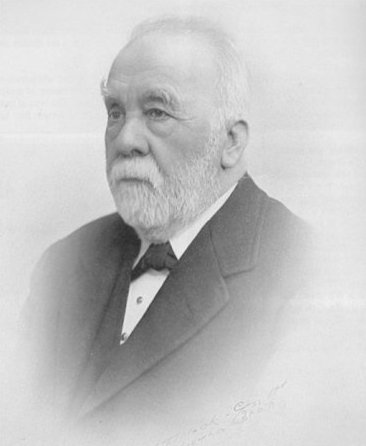
John Marston en 1916

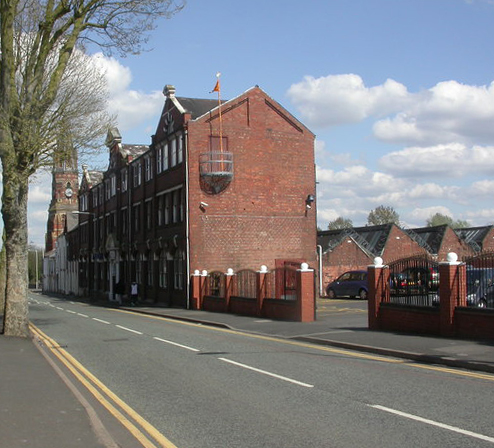
Talleres de Moorfields en 2009. Sunbeam Motor Car Company (Upper Villiers St, Wolverhampton).

John Marston era el hijo de un antiguo terrateniente, que había sido alcalde de Ludlow (Shropshire). Educado en Londres, había sido aprendiz de Edward Perry, propietario de una fábrica de objetos de latón lacado y dos veces alcalde de Wolverhampton. En 1859, a los 23 años, Marston compró otros dos talleres de objetos de hojalata en Bilston, a cuatro millas de distancia, y se estableció por su cuenta. A la muerte de Perry, Marston compró los "Talleres Jeddo" en Paul Street (Wolverhampton) de su antiguo patrón, dejó Bilston y continuó con los negocios de Perry.
Gran ciclista aficionado, en 1887 estableció un taller de bicicletas en su tienda de Paul Street a la que denominó Sunbeamland, produciendo y montando bicicletas de pedales que bautizó con la marca Sunbeam, registrada en 1893. En 1895 fundó la empresa John Marston Limited, que se hizo cargo de sus negocios. La marca Sunbeam para automóviles se registró en 1900.
Thomas Cureton (1863-1921), educado en la escuela de Rugby, pasó de ser un aprendiz a convertirse en el hombre de confianza de Marston. Ambos pretendían iniciar la fabricación de automóviles, pero la junta directiva del negocio no estaba a favor. Sin embargo, Marston y Cureton continuaron con su proyecto. Entre 1899 y 1901 Sunbeam produjo una serie de automóviles experimentales que llegaron a circular por Wolverhampton, pero ninguno se ofreció a la venta. Por fin, a finales de 1900 se anunció la compra en Blakenhall de "una gran superficie de terreno en la calle Upper Villiers para la construcción de unos talleres dedicados a la fabricación de automóviles", incluyendo las oficinas de la división de diseño Villiers Engineering de Marston. El primer anuncio de su nuevo autocar fue en la edición del 22 de septiembre de 1900 de la revista The Autocar, pero no se dio una descripción completa del vehículo al público hasta febrero de 1901. Se suministraría con una carrocería de dos plazas sobre un chasis de acero, con un motor horizontal de 4 CV, con encendido eléctrico diseñado para funcionar a 700 rpm, y tenía dos velocidades hacia adelante y marcha atrás mediante transmisión por correa a un juego de engranajes diferenciales en el eje de tracción. Pesaba 10 cwt (unos 508 kg), y medía 84 pulgadas por 57 pulgadas (2,13 m por 1,45 m).

#### Cuatriciclo
Sin embargo, el primer vehículo motorizado que se puso a la venta con la marca Sunbeam no fue ideado por Marston y Cureton. Fue un automóvil diseñado y desarrollado por un joven arquitecto, Maxwell Mabberly-Smith, impulsado por un motor De Dion de un solo cilindro de 2¾ CV. Descrito como "sociable", llevaba a dos pasajeros sentados muy cerca, de cara a la carretera, por encima de una correa de transmisión central. Inicialmente, los dos ocupantes iban sentados de espaldas a la carretera, y el conductor iba sentado detrás de ellos, mirando a la carretera. Las ruedas estaban dispuestas en forma de diamante. Era una versión motorizada del cuatriciclo Coventry Rotary de Starley y fueron descritos por la revista The Automotor Journal como "los curiosos vehículos ligeros con los que su nombre (Sunbeam) se ha asociado durante algún tiempo". El Sunbeam Mabley tuvo un éxito limitado, vendiéndose varios cientos de unidades entre 1901 y 1902 por 130 libras cada uno. Figuraban en el catálogo de Sunbeam a principios de 1904 con las siguientes especificaciones: "Motor monocilíndrico de 74x76 mm de 327 cc, diseñado para funcionar a 1.800 rpm, caja de cambios de 2 velocidades, ruedas centrales accionadas por correa y cadenas de transmisión desde el diferencial. Peso 4½ cwt. Precio 120 libras".

#### Primer automóvil

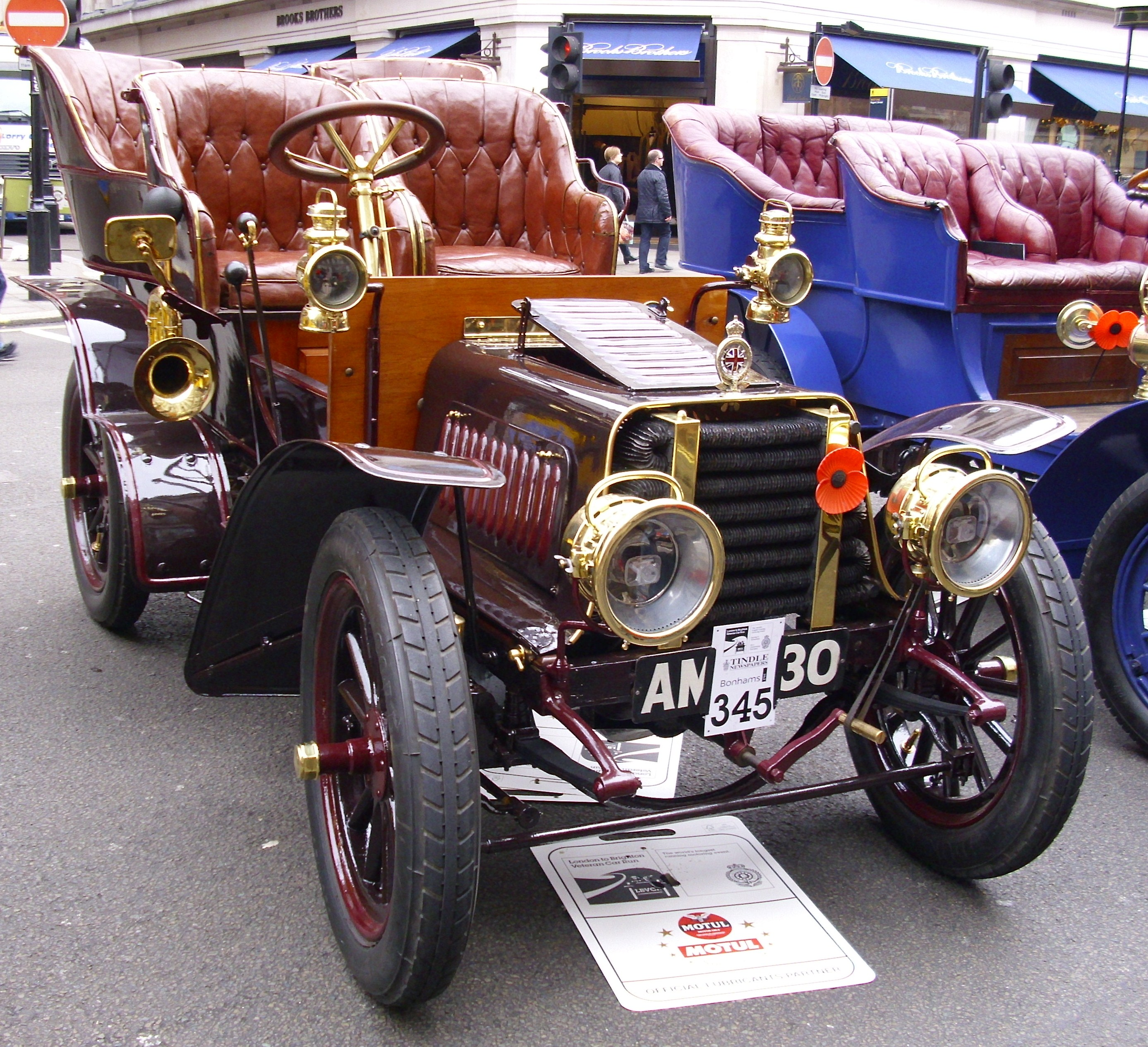
Sunbeam Berliet de 12 hp (1903)

En la Exposición Stanley Anual de Vehículos sobre Ruedas de noviembre de 1902, Sunbeam presentó junto a los Mableys un automóvil de cuatro cilindros y 12 CV con el motor debajo de un capó en la parte delantera, árbol de levas dentro de la "cámara del cigüeñal", una caja de cambios de cuatro velocidades y las cuatro ruedas con radios de madera del mismo tamaño equipadas con neumáticos, que despertó la admiración de los corresponsales de las revistas. Su precio era de 500 guineas o 525 libras. Según un catálogo de febrero de 1904, sus especificaciones eran: cuatro cilindros de 80×120 mm. Motor de 1527 cc diseñado para funcionar a 1000 rpm, caja de cambios de cuatro velocidades, ruedas traseras impulsadas por unidades de cadena desde el diferencial. Peso 16 cwt. Precio 512 libras.
En febrero de 1904, el auto de 12 CV recibió un nuevo motor de seis cilindros y 16 CV. Al igual que el antiguo, el nuevo motor fue diseñado para proporcionar toda su potencia en lo que hasta entonces se consideraban bajas velocidades del motor. Se hizo especial hincapié en que de nuevo se había prestado especial atención para controlar aún más el flujo de aire bajo la parte delantera y el chasis del automóvil, para mejorar la comodidad de los pasajeros y reducir la formación de polvo en la carretera. Las cadenas lubricadas con aceite, se volvieron casi totalmente silenciosas y se protegieron de la suciedad.

#### Thomas Pullinger
El londinense Thomas Pullinger (1866-1945) se unió a Sunbeam en 1902. Se había dedicado primero a reparar y después a fabricar  bicicletas, y en 1891 fue enviado por Humber a Francia para integrarse en la empresa conjunta de Humber con Gladiator, pero Humber tuvo dificultades y Pullinger se quedó en Francia con Alexandre Darracq como diseñador y su asistente personal. Colaboró con otras empresas francesas, diseñando tal vez el primer automóvil pequeño y sin duda la primera culata refrigerada por agua. Muy interesado en diseñar y construir su propio automóvil, regresó a Inglaterra y llegó a Sunbeam en Wolverhampton con un cuatriciclo motorizado que él mismo había construido. Preparó un informe para los directores de Sunbeam y lo entregó el 11 de noviembre de 1902. Su primera recomendación fue que Sunbeam comprara un automóvil de una empresa establecida y luego, a medida que las ventas aumentasen, los comprara sin ciertos componentes que en su lugar serían fabricados por Sunbeam, hasta que todo lo que se comprase fuese el motor. El informe concluía aconsejando que los automóviles deberían ser suministrados a Sunbeam por Berliet. También recomendaba que el resto de coches Mabley se vendiera lo más rápido posible. Se tomó la decisión de vender acciones de la compañía al público en general. Algunos de los miembros de la junta aprobaron esta decisión porque estimaban que estimularía el crecimiento de la empresa, y otros solo porque querían que otras personas vinieran a reducir su propio riesgo. El 31 de enero de 1905, el arquitecto firmó los planos de los edificios para la nueva fábrica de automóviles en el terreno de Upper Villiers Street.

### Sunbeam Motor Car Company
En enero de 1905 se fundó Sunbeam Motor Car Company Ltd, con el fin de separar el negocio de fabricación de automóviles y sus Talleres en Villiers Street del resto del negocio de John Marston, que conservaba Bicicletas Sunbeam. Seis años después, tras varias emisiones de acciones con el fin de obtener el capital necesario para una mayor expansión, se realizó una oferta pública de acciones ordinarias y preferentes para los agentes de Sunbeam y sus clientes, que representaban una pequeña parte del capital de la empresa. Doce meses después, en enero de 1912 sus acciones se incluyeron formalmente en la Bolsa de Londres y Sunbeam se convirtió en una empresa pública cotizada.

#### Louis Coatalen

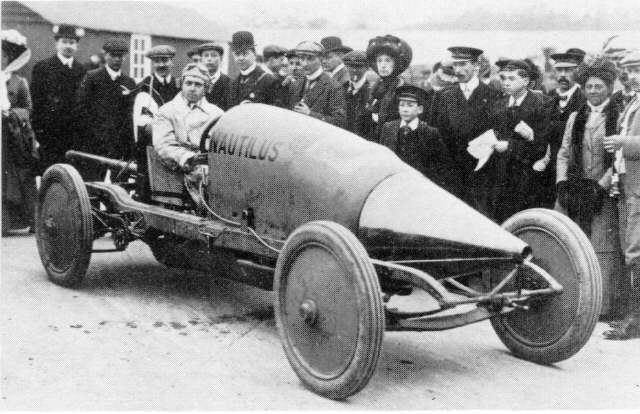
Louis Coatalen con el Nautilus en Brooklands (1910)

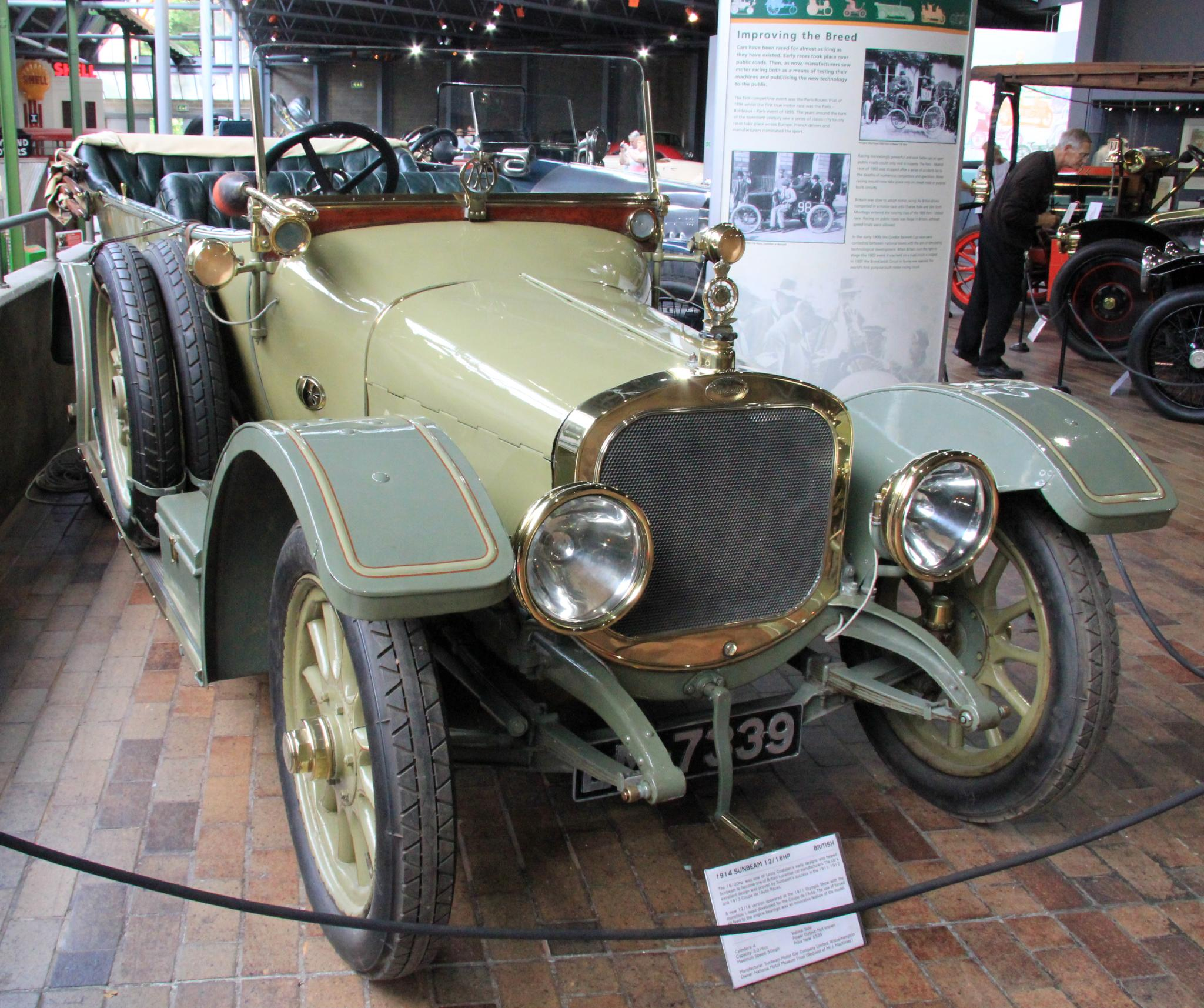
12–16 de 4-cilindros y 3 litros (1914)

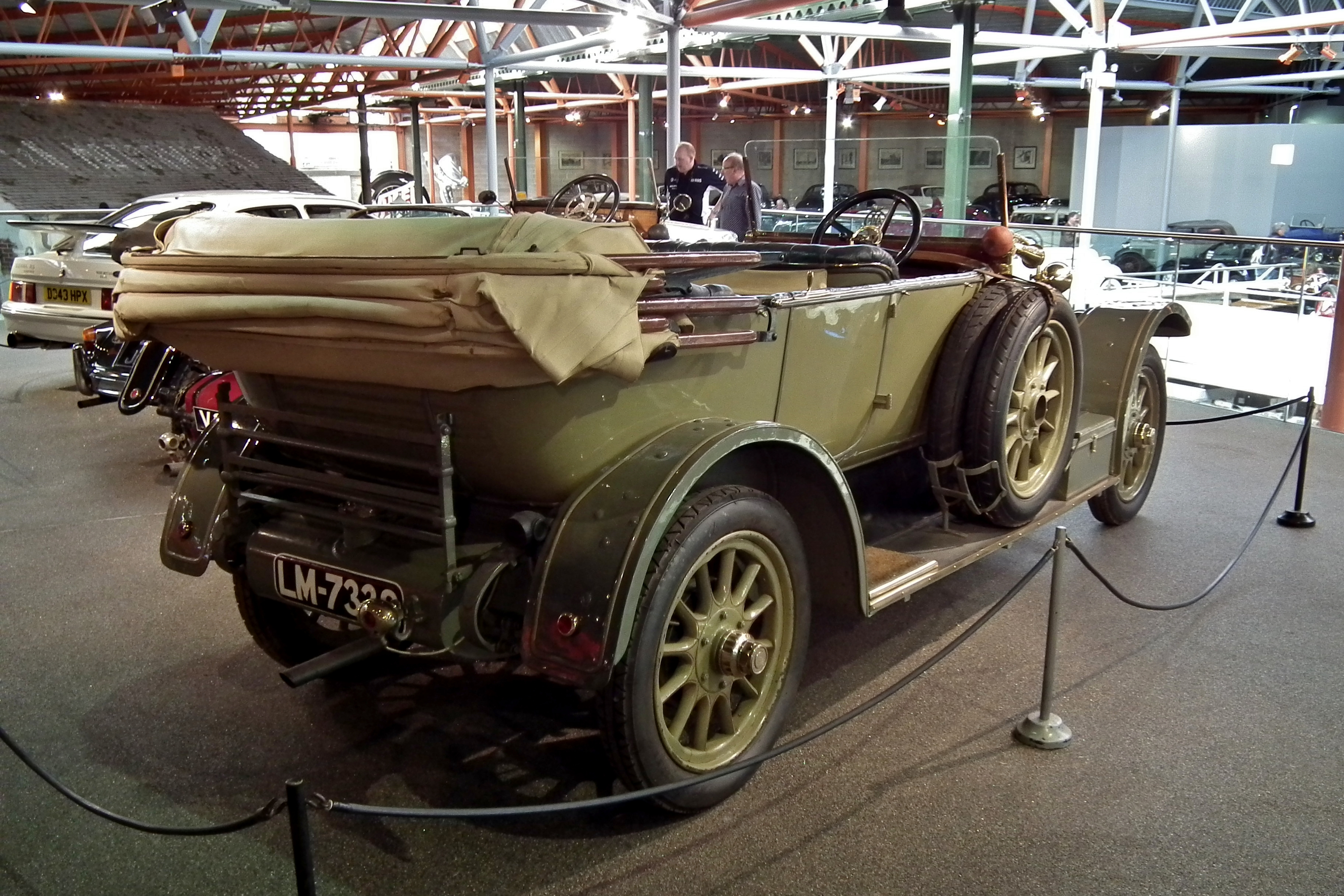
12–16 (1914)

El diseñador de automóviles bretón Louis Coatalen trabajaba en Hillman-Coatalen, y se unió a Sunbeam en 1909, convirtiéndose en su diseñador jefe. Pronto reorganizó la producción, logrando que casi todas las piezas se fabricaron internamente en lugar de depender de proveedores externos, con su calidad variable. Rápidamente presentó su primer diseño, el Sunbeam 14/20, el primero en usar un eje trasero impulsado por una barra de transmisión. Se actualizó en 1911 con un motor un poco más grande y se comercializó como el nuevo 16/20.
Coatalen era especialmente aficionado a las carreras como una forma de impulsar la excelencia, ya que comentaba en alusión a los hipódromos que "las carreras mejoran la raza". Después de diseñar su 14/20, comenzó a diseñar avanzados motores de alta potencia que combinaban válvulas en cabeza con un sistema de lubricación de aceite a presión. En 1910, construyó el Sunbeam Nautilus, su primer coche dedicado a la consecución del récord de velocidad en tierra, impulsado por una versión de 4.2 litros de este diseño de motor. El Nautilus incorporó una serie de características pioneras de aerodinámica, pero el motor especialmente construido sufrió varios problemas y su diseño se abandonó finalmente. Al año siguiente hizo que el Sunbeam Toodles II presentara un sistema de válvulas mejorado, que hizo que el motor del Nautilus fuera un éxito. Coatalen ganó 22 premios con el Toodles II en Brooklands en 1911 y también logró una milla lanzada a 86,16 mph (138,66 kilómetros por hora) para conseguir el Récord Short para la categoría de 16 hp. Los automóviles Sunbeam propulsados por motores de válvulas laterales más convencionales (por el momento) ocuparon un lugar destacado en la carrera Coupe de l'Auto de 1911, y las versiones mejoradas coparon las tres primeras posiciones al año siguiente. Los Sunbeam continuaron en carrera en los años siguientes, pero el interés principal de la empresa se centró en otros campos.
Coatalen también diseñó una serie de automóviles de pasajeros, especialmente el Sunbeam 12-16. En 1911, Sunbeam construía alrededor de 650 automóviles al año y era considerado como un importante fabricante de motores. Wolseley vendió 3.000 automóviles de calidad similar en 1913. Ford Gran Bretaña ese mismo año vendió 6.000 unidades del modelo T ensambladas en Trafford Park, Mánchester. En 1914 Ford conectó la primera línea de ensamblaje móvil de Gran Bretaña, y comenzó a producir 21 automóviles por hora.

#### Primera Guerra Mundial
Motores aeronáuticos

En 1912 comenzaron a fabricar motores aeronáuticos, presentando una serie de motores que no fueron un éxito comercial. Coatalen pensaba que la solución adecuada era un diseño a medida para los requisitos de un diseñador de aeronaves, en lugar de diseñar y producir un motor exitoso para permitir que los diseñadores de aviones construyeran sus aviones a su alrededor. Los diseños de Sunbeam incluyeron el problemático V8 Sunbeam Arab, del que se recibieron grandes pedidos en 1917, pero que sufría problemas continuos de vibración y de fiabilidad y solo tuvo un uso limitado; y el más exitoso V12 Sunbeam Cossack. Mientras tanto, Coatalen continuó experimentando con diseños cada vez más extraños; como el Sunbeam Malay, un motor con cilindros en estrella que nunca superó la fase de prototipo; el Sunbeam Spartan refrigerado por aire; y el Sunbeam Pathan alimentado con diésel. Sin embargo, Sunbeam tuvo éxito con la introducción de nuevas técnicas de fabricación y se convirtió en uno de los primeros en construir motores de bloque único de aluminio, un diseño que no se haría común hasta la década de 1930.
Vehículos y aviones

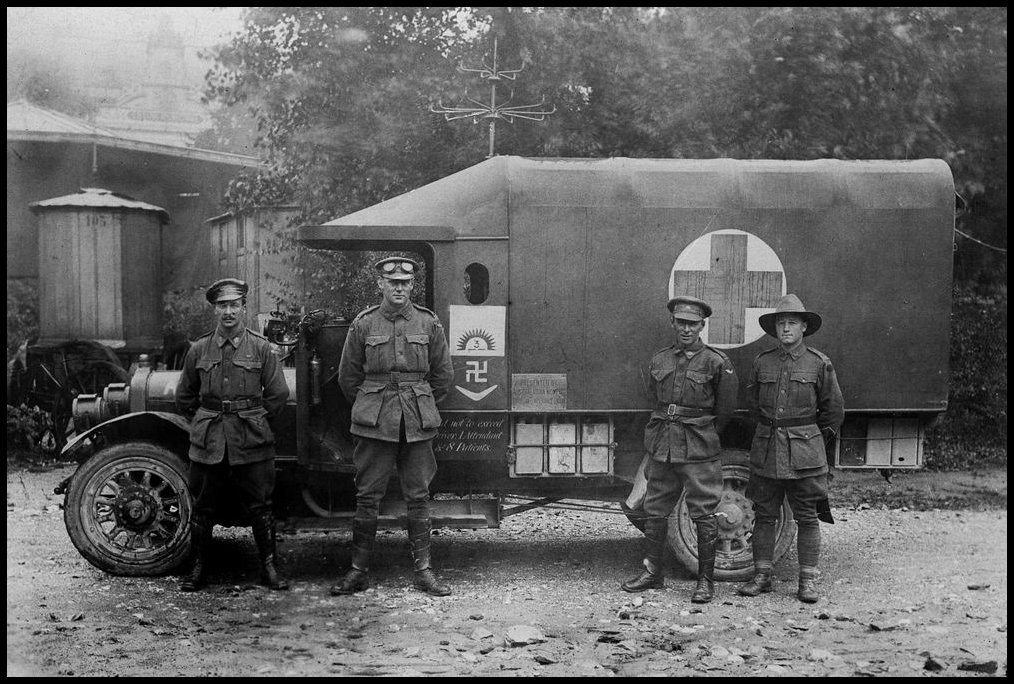
Ambulancia Sunbeam (1916)

Durante la Primera Guerra Mundial Sunbeam construyó camiones y ambulancias. También participó en el grupo Society of British Aircraft Constructors que compartió diseños de aviones con cualquiera que pudiera construirlos. En esta función, Sunbeam produjo 15 tipos del Short Bomber impulsados por sus propios motores Sunbeam Gurkha, 20 variantes del Short Type 827, 50 tipos del Short 310, y otros muchos aviones, incluidos los instructores Avro 504. Incluso diseñaron su propio Sunbeam Bomber, superado por el modelo de Sopwith, algo más simple. Sunbeam había producido 647 aviones de diversos tipos en el momento en que las líneas de fabricación se cerraron a principios de 1919.

#### Fin de una época
Se esperaba que el tercer hijo de Marston, Roland, asumiera el cargo de presidente de Sunbeam, pero murió repentinamente en marzo de 1918. El mismo John Marston, con 82 años de edad, murió la mañana después del funeral de su hijo. Cureton ya se encontraba en mal estado de salud y moriría en 1921. En 1914, Coatalen se convirtió en director general adjunto, compartiendo la dirección de la empresa con William Marklew Iliff (1873-1957).

### S.T.D. Motores

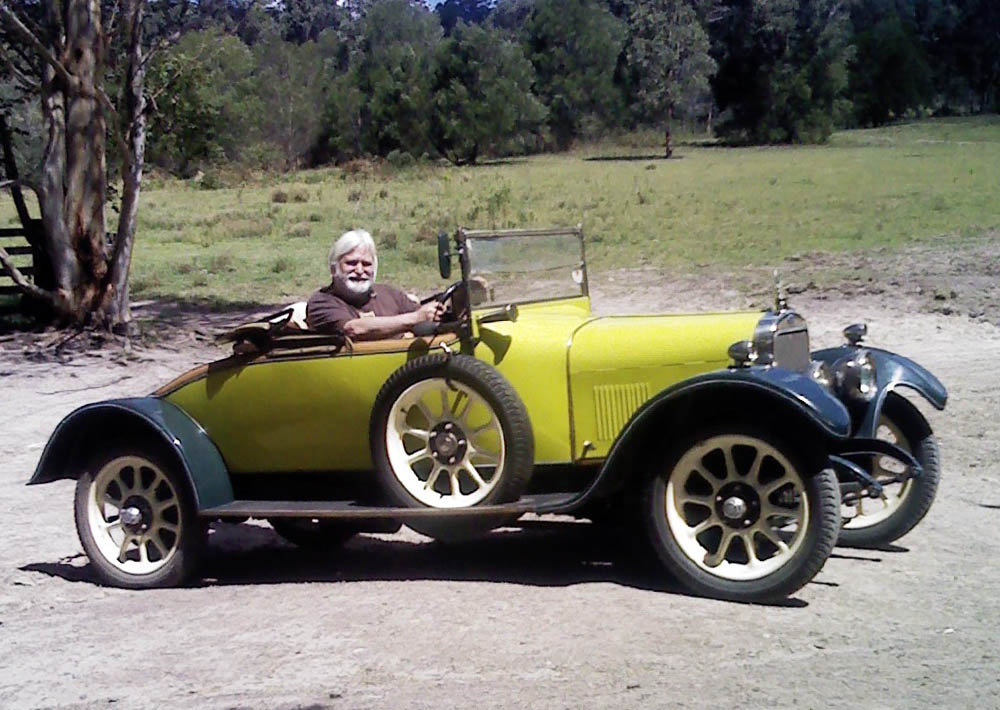
Modelo 14 abierto de dos asientos (1922)

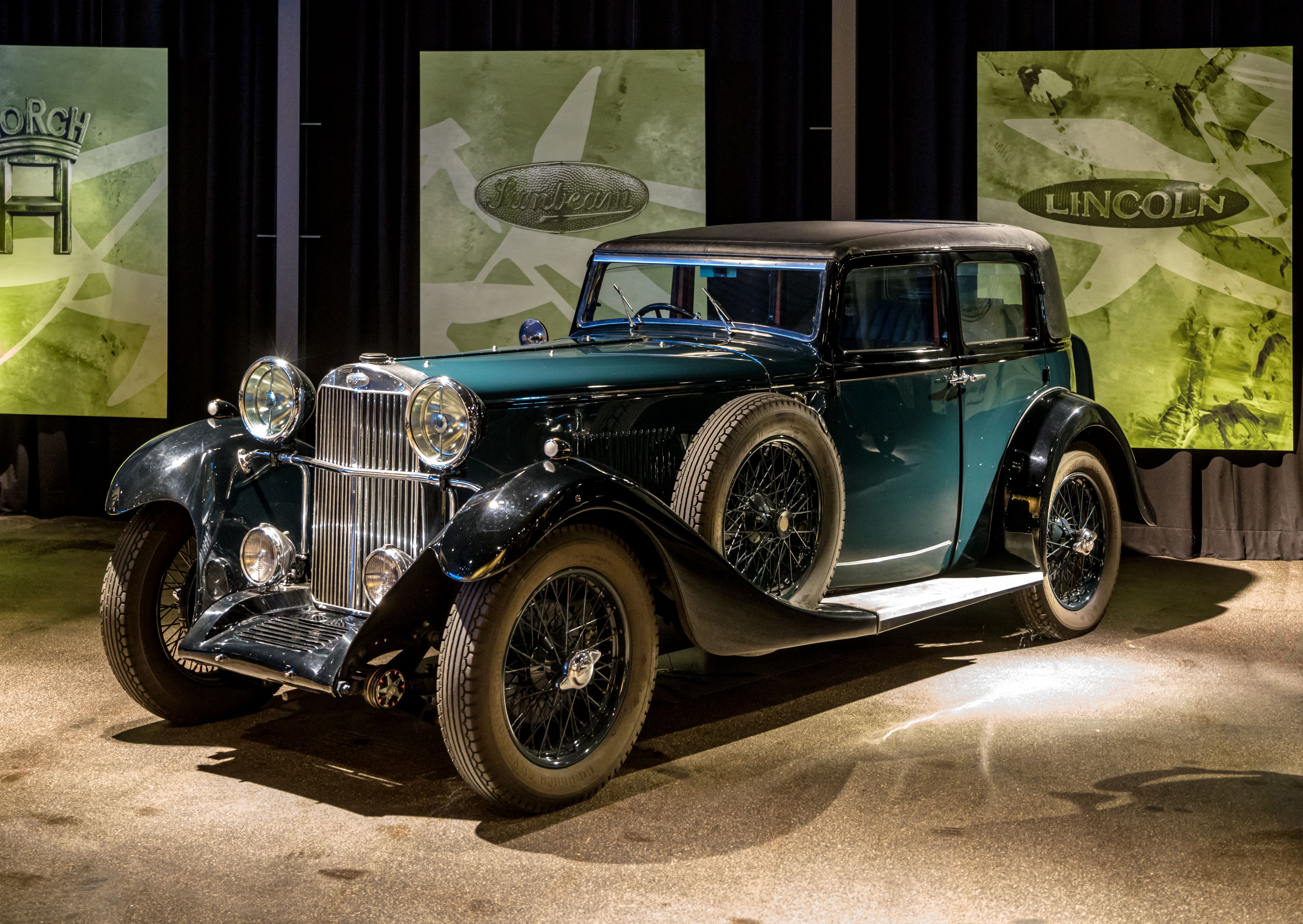
Modelo 20 sports saloon (1934)

En junio de 1920, Darracq compró la Sunbeam Motor Car Company Limited de Wolverhampton. En 1919, después de la Primera Guerra Mundial, Darracq había adquirido un fabricante de motores de Londres, Clément-Talbot. Las empresas Sunbeam, Talbot y Darracq conservaron sus identidades separadas. Los automóviles Sunbeam continuaron fabricándose en Moorfield Works, Wolverhampton; Talbot en North Kensington; y Darracq en Suresnes. Los departamentos centrales de compra, venta, administración y publicidad de STD se establecieron en Gran Bretaña. El 13 de agosto de 1920 Darracq cambió su nombre a STD Motors Limited. Las iniciales representaban a Sunbeam, Talbot y Darracq. S.T.D. Motors Limited se había establecido por primera vez en Londres en 1905, en ese momento con el nombre de A Darracq and Company (1905) Limited, aunque continuó fabricando sus automóviles Darracq en Suresnes, París.
| - Grupo S T D Motors Limited en 1924: - Clement-Talbot Limited: coches Talbot. - Darracq Motor Engineering Company Limited: carrocerías de automóviles y montaje de componentes Talbot de origen francés para la venta en el mercado británico como coches Darracq-Talbot. - Sunbeam Motor Car Company Limited: automóviles Sunbeam. - Jonas Woodhead & Sons Limited: suspensiones de automóvil. - En Francia: - Automobiles Talbot SA: automóviles Talbot (hasta 1921 llamados Automobiles Darracq SA: autos Darracq). - Darracq Proprietary Company Limited: se ocupó de los activos franceses que no eran propiedad de Automobiles Talbot SA. - Otras inversiones: - W & G Du Cros Limited: Yellow Taxi-cabs, charabanc y cuerpos de autobús, carrocerías de automóviles y ensamblaje de componentes Talbot de origen francés para la venta en el mercado británico como automóviles Darracq-Talbot. - Heenan & Froude Limited, ingenieros de construcción. |

### Cierre y venta de la marca a Rootes
Sunbeam no sobrevivió a la Gran Depresión. Entró en suspensión de pagos en 1934 y fue vendida por un administrador judicial al Grupo Rootes. Justo antes de la apertura del Olympia Motor Show de octubre de 1934 se presentó una solicitud al tribunal para el nombramiento de un administrador judicial de las dos principales filiales de S T D: Sunbeam y Automobiles Talbot France. Clément-Talbot siguió siendo rentable y se vendió a los hermanos Rootes. Resultó imposible para los directores evitar el nombramiento de un administrador judicial para la Sunbeam Motor Car Company y S T D no pudo completar su venta a Rootes. Sin embargo, seis meses después, en julio de 1935, Rootes Securities anunció que había comprado Sunbeam y su filial Sunbeam Commercial Vehicles.

## Producción

### Automóviles de serie

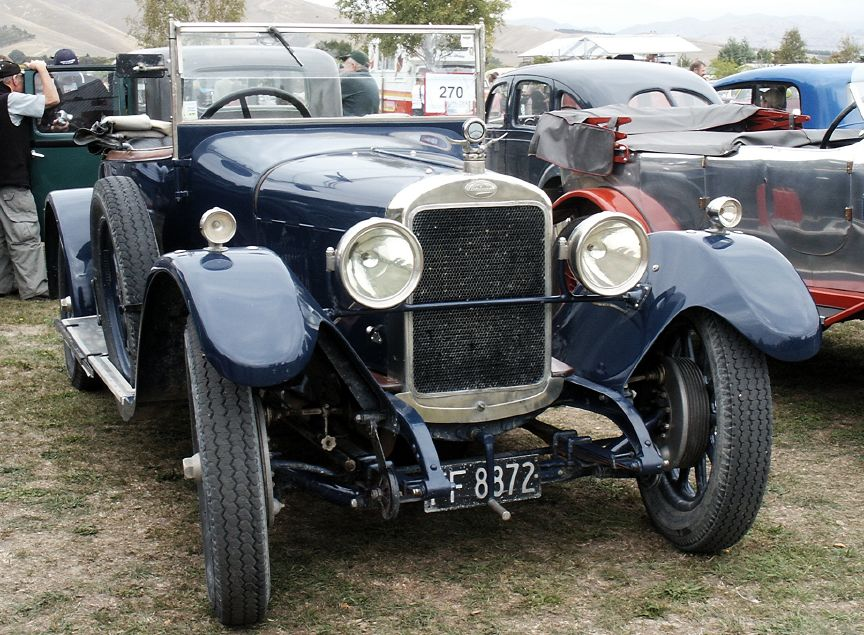
Modelo 14/40 abierto de dos asientos (1924)

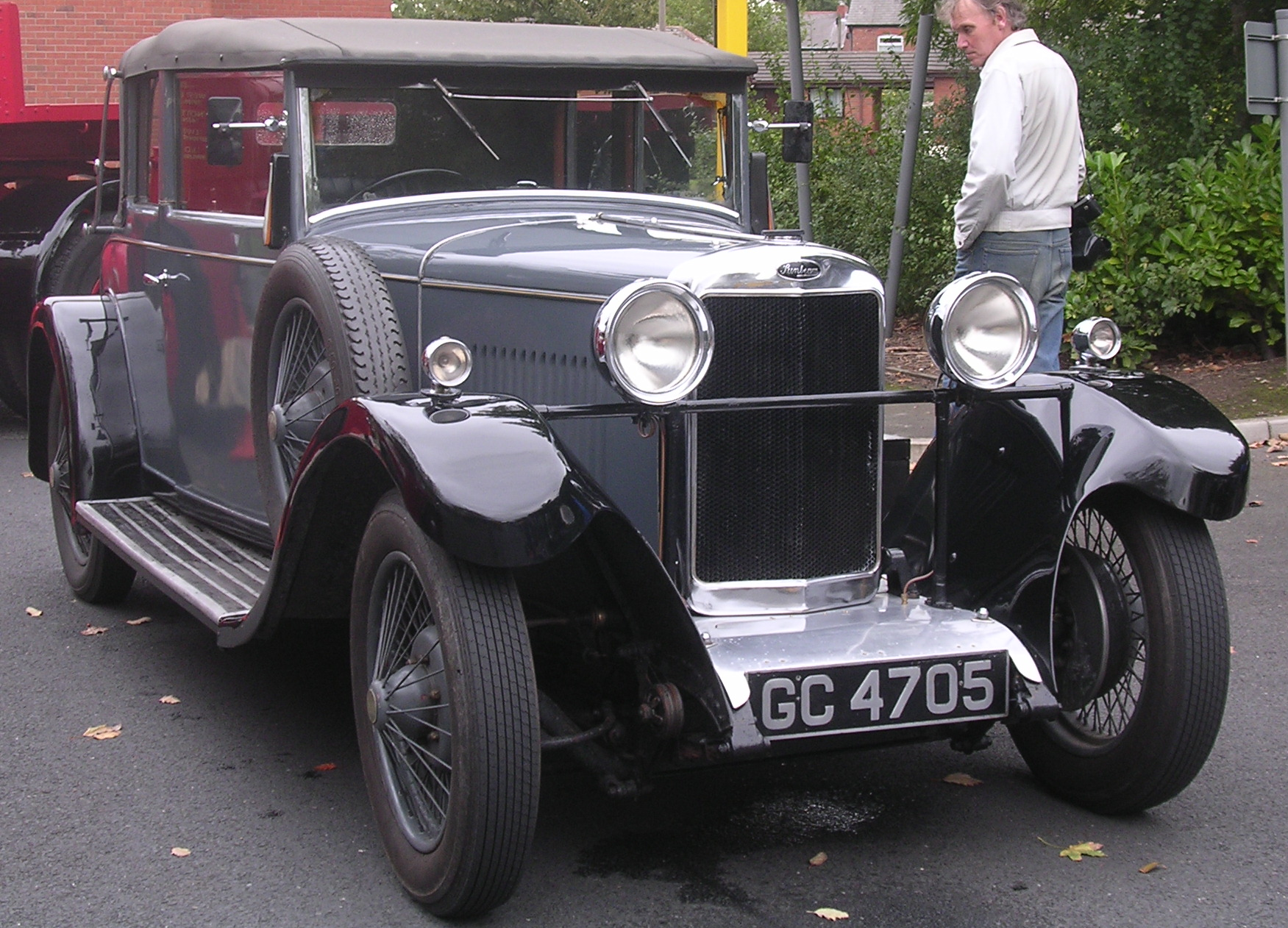
Modelo 16 cuatro asientos cupé aerodinámico, carrozado por James Young (1930)

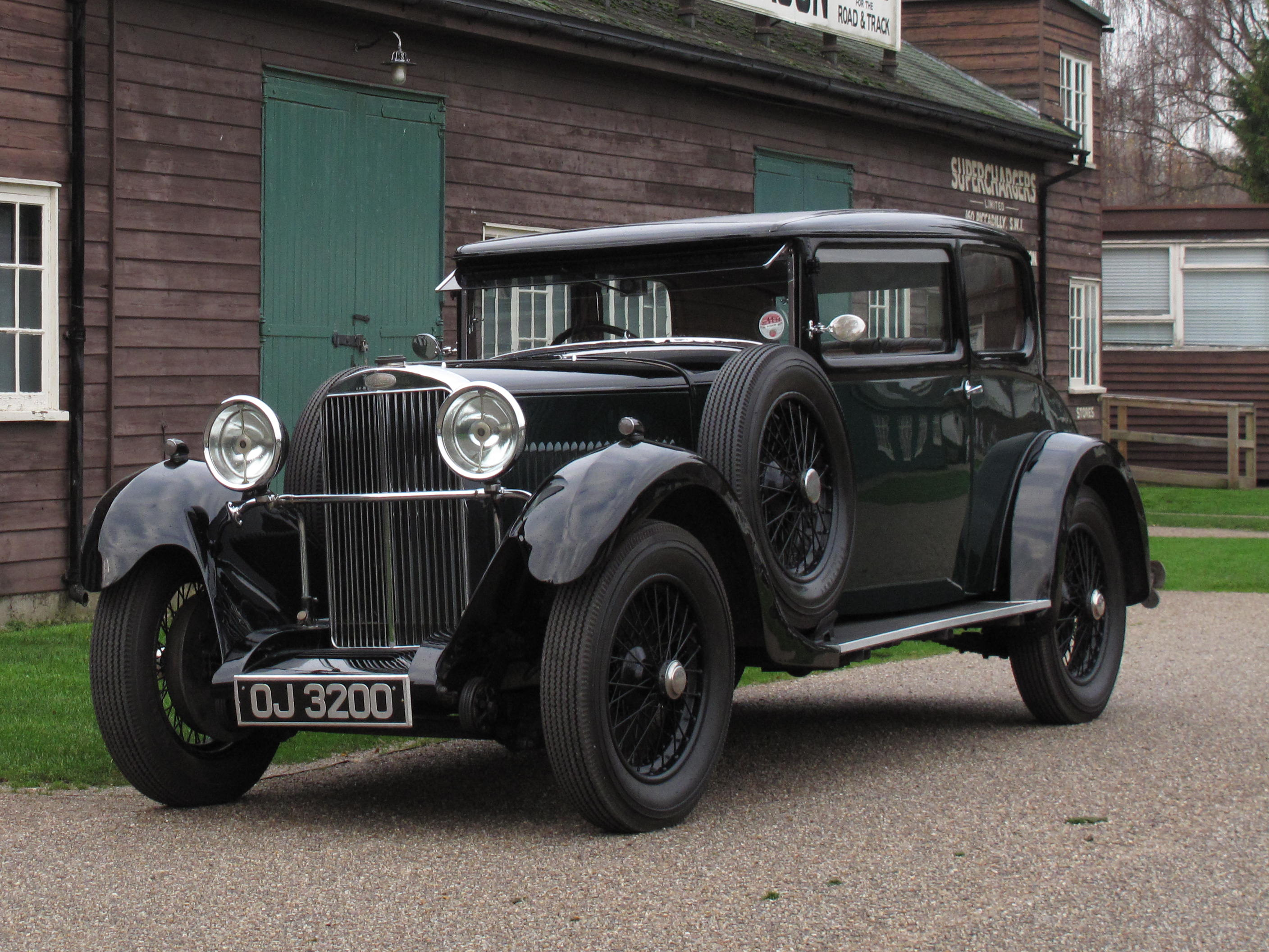
Modelo 20, cupé del doctor (1932)

Cuando estaban en su apogeo en la década de 1920, las instalaciones de la Sunbeam Motor Car Company en Moorfield empleaban a 3500 personas. Con una extensión total de 20 hectáreas, las naves llegaron a ocupar 60.000 m².
Bajo las reglas de la VSCC, todos los automóviles fabricados en Wolverhampton se califican como "post-vintage thoroughbreds" (literalmente "purasangres postclásicos"). Todos los autos construidos antes del final de la Primera Guerra Mundial están amparados por el VCC.
La obsesión de Coatalen con la mejora significó que se introdujeron numerosos pequeños cambios en los modelos de un año a otro. Por lo tanto, aunque sus diseños son básicamente similares, pocas partes son intercambiables. Dos modelos dominaron la producción:
- 1920-24 16 hp, 16/40, 24 hp, 24/60 y 24/70, todos basados en diseños de antes de la guerra.
- 1922-23 14 hp, el primer cuatro cilindros de posguerra.
- 1924 12/30 y 16/50 solo producido en pequeñas series.
- 1924-26 14/40 y su hermano mayor 20/60 desarrollado a partir del 14 hp con dos cilindros agregados más.
- 1926-30 3-litre Super Sports, rival del Bentley.
- 1926-30 16 hp (conocido como "16.9") y 20 hp (conocido como "20.9"). Dos nuevos diseños con bloque y cárter integrales de hierro fundido de seis cilindros. Ambos fueron producidos durante muchos años. El 20,9 con un motor de 3 litros compartía componentes con el Super Sports de 3 litros y 70 bhp (frenos, suspensión, dirección, ejes, caja de cambios y transmisión).
- 1926-32 20/60. Fue potenciado a 25 hp con diámetro aumentado de 75 a 80 mm. Algunos automóviles de 8 cilindros producidos en este período rendían 30 hp & 35 hp.
- 1930-32. El 16 hp aumentó de 67 a 70 mm, (conocido como "18.2").
- 1931-33. El nuevo modelo 20 hp (conocido como "23.8") se introdujo con un diámetro de 80 mm y 7 puntos de apoyo con rodamientos, con una clasificación fiscal de 23.8 hp.
- 1933-34. Nuevo modelo Speed 20 con un motor de 20.9 hp potenciado con un colector de escape mejorado y un nuevo chasis en celosía reforzado.
- 1933. Motor 18.2 hp instalado en el chasis Speed 20 y renombrado como "Twenty".
- 1933-35. "Twenty-Five" introducido con el motor 1931-33 23.8 hp modificado.
- 1934. "Twenty" con el motor 20,9 en lugar del 18,2.
- 1934-35. Modelo Dawn con motor 12.8 e IFS.
- 1935. Speed 20 rebautizado como Sports 21 con un estilo de carrocería rediseñado.
- 1935. Sports 21 con una versión de alta compresión del motor del Twenty-Five.

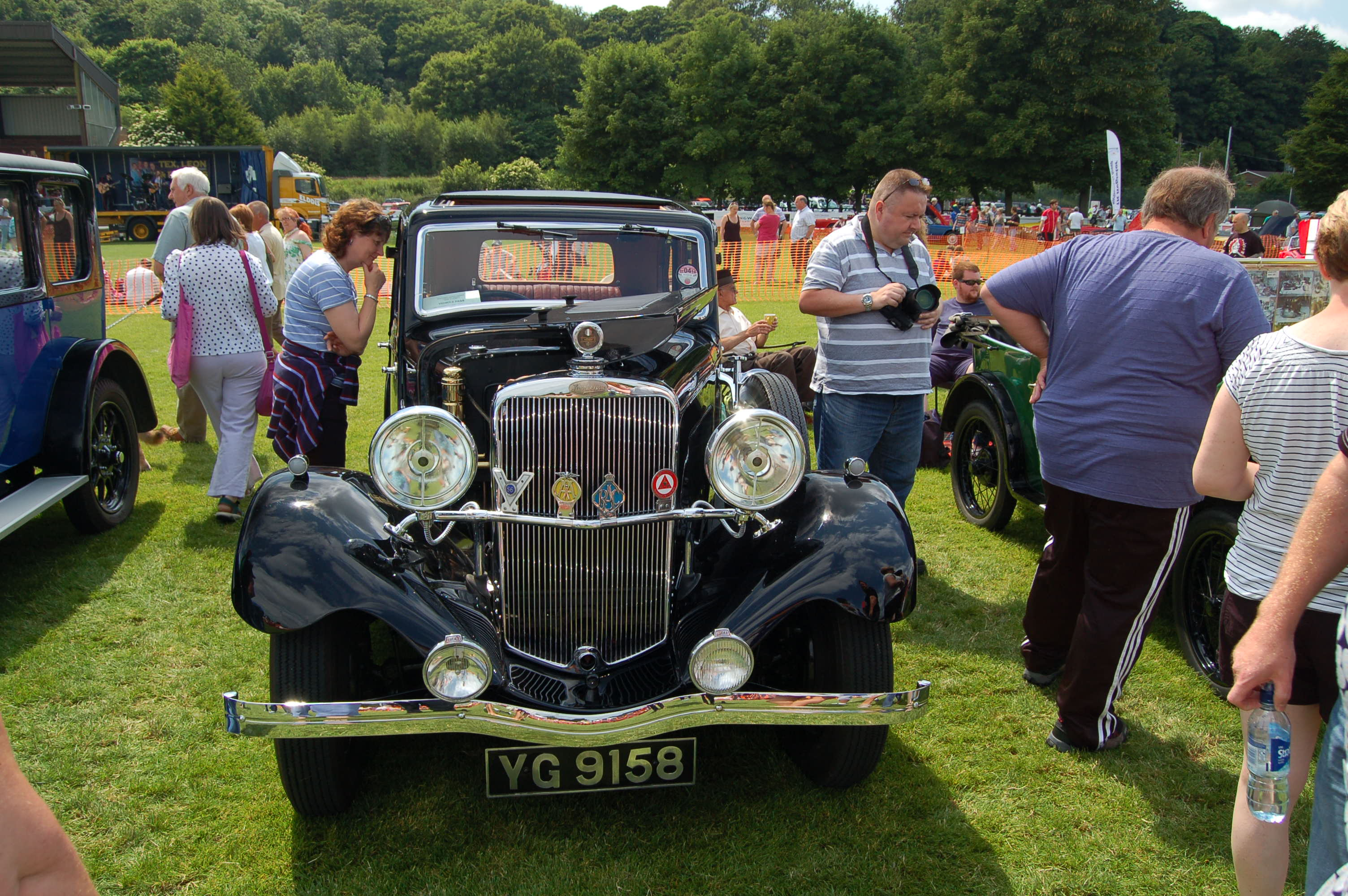
Nuevo Sunbeam Dawn (1934)

El más exitoso, a juzgar por los volúmenes de producción entre 1926 y 1930, fue el 16 hp (16.9), seguido por el 20 hp (20.9). Mientras que el 16 era sólido y muy fiable, tenía poco poca potencia pese a su motor de 2.1 litros; el 20.9 supuso un gran salto hacia los 3 litros y 70 HP (52 kilovatios). Equipado con servo frenos, era capaz de alcanzar 70 mph (112,7 kilómetros por hora).
Sunbeam construía sus propias carrocerías, pero también utilizó las de otros carroceros; muchas limusinas fueron construidas sobre chasis Sunbeam. El catálogo de ventas ilustra los diseños estándar de los vehículos.

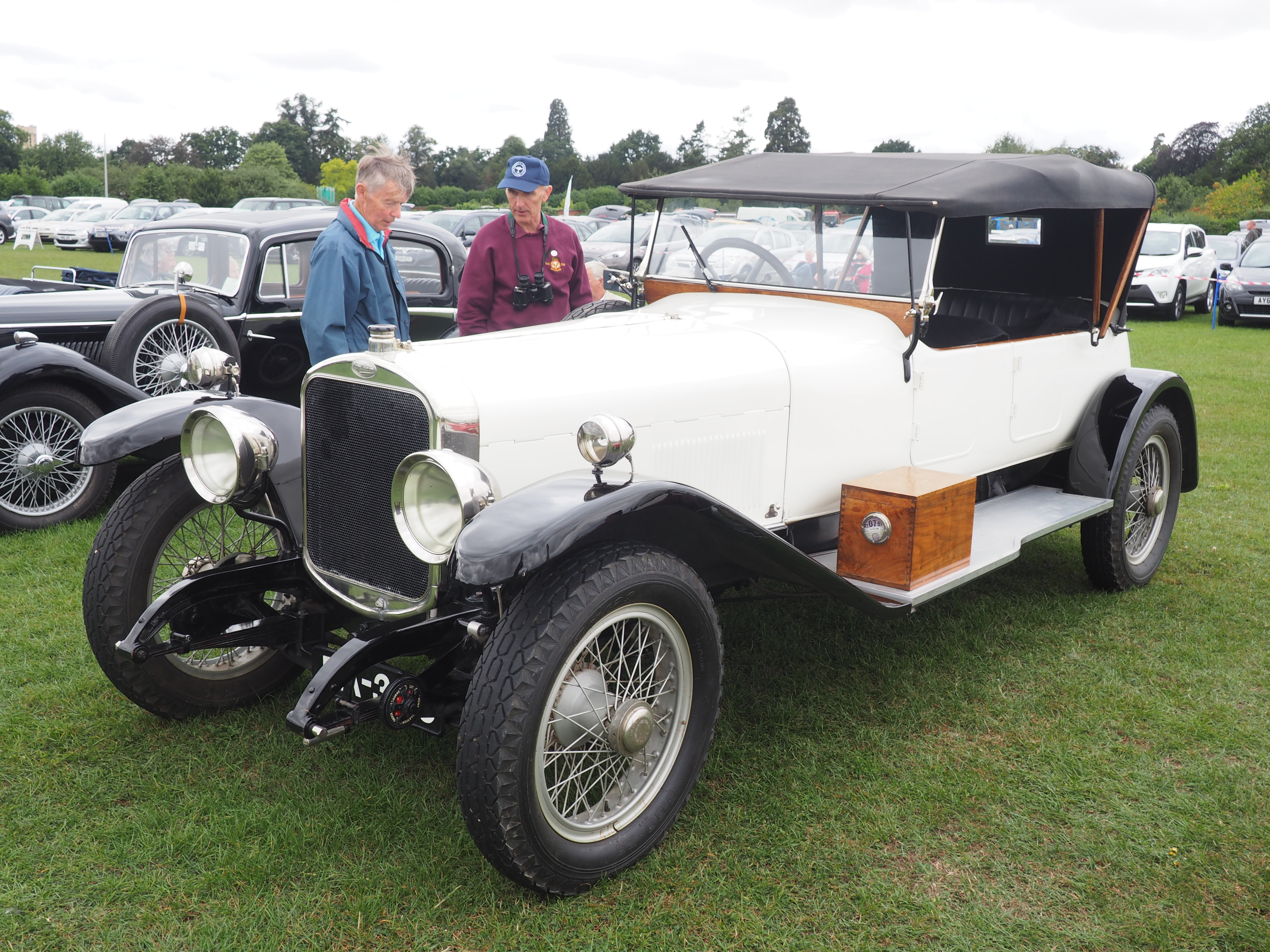
Modelo 24/60 deportivo abierto (1922)

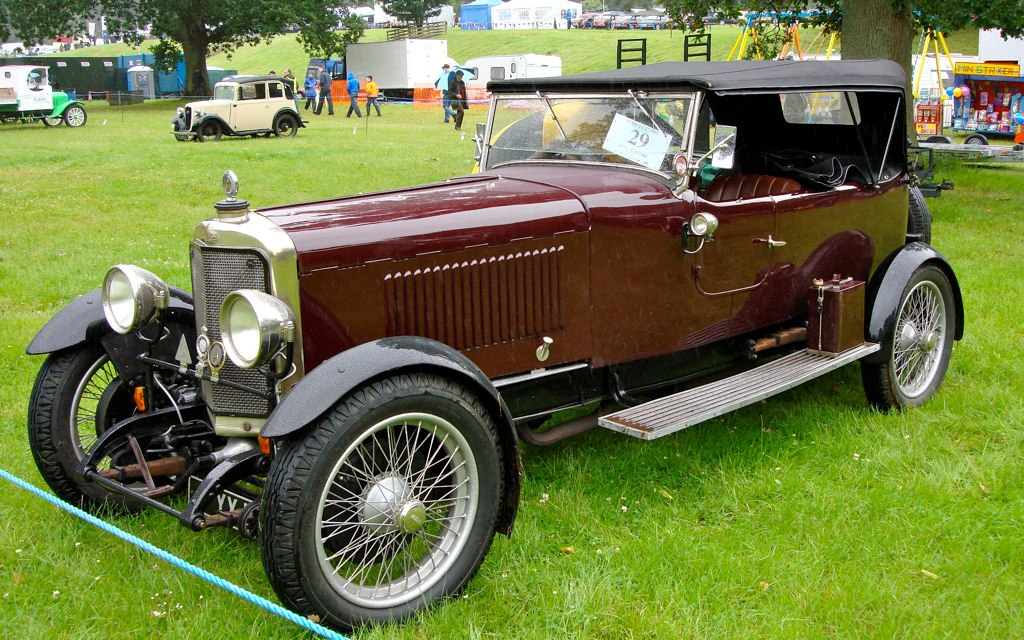
Super Sports 3-litros abierto (1927)

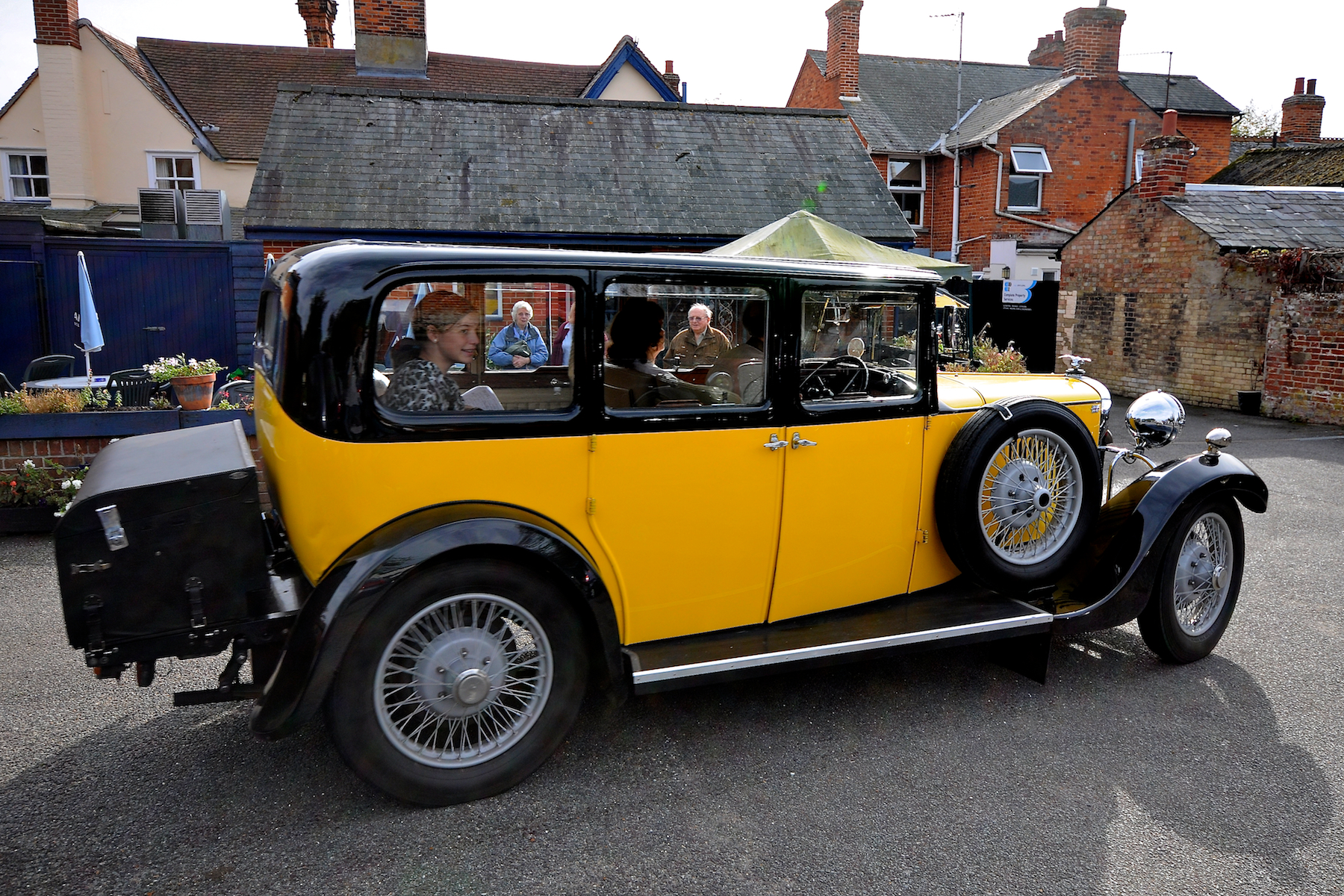
Modelo 16 six-light saloon (1932)

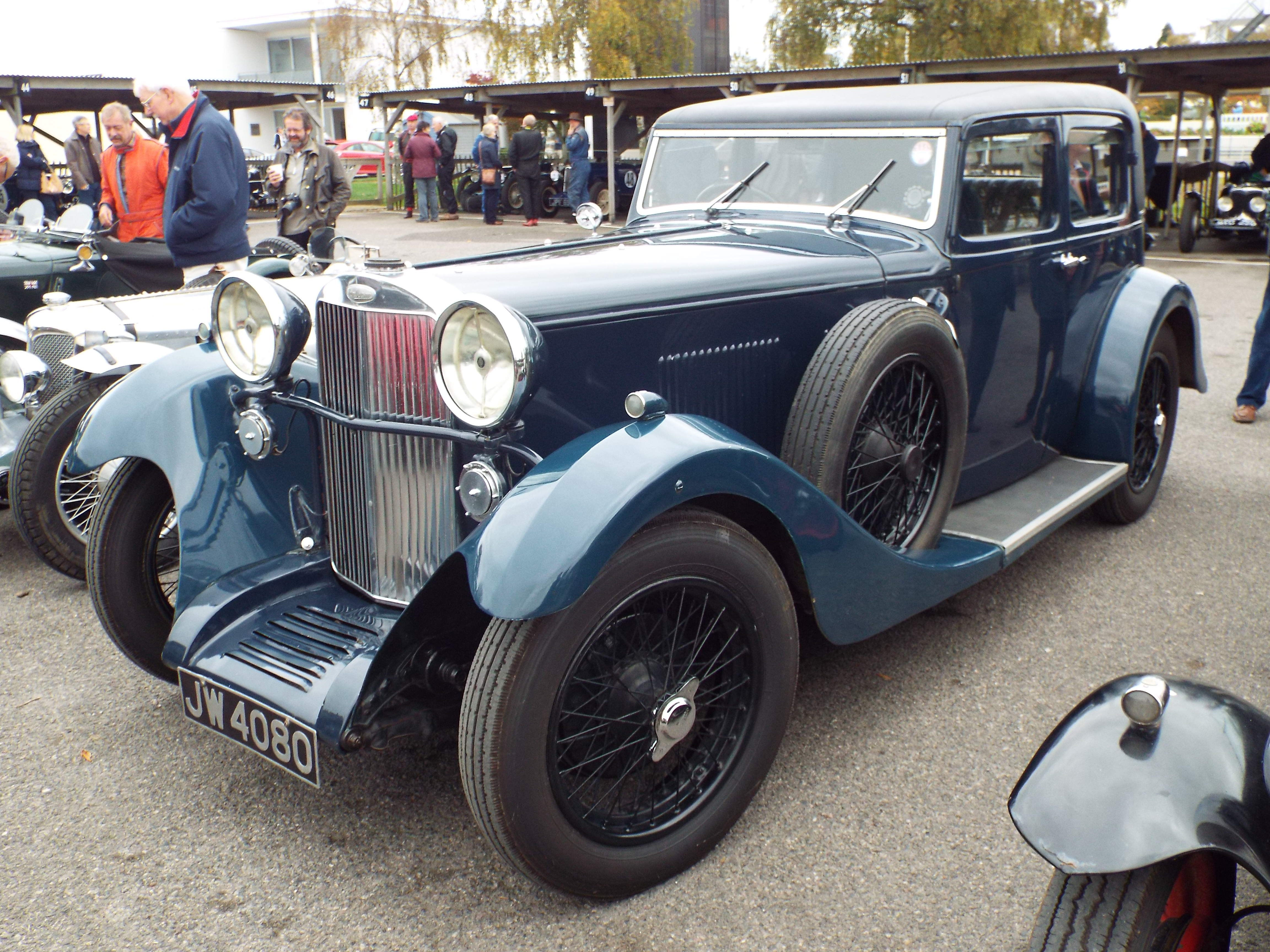
Modelo 20 sports saloon (1934)

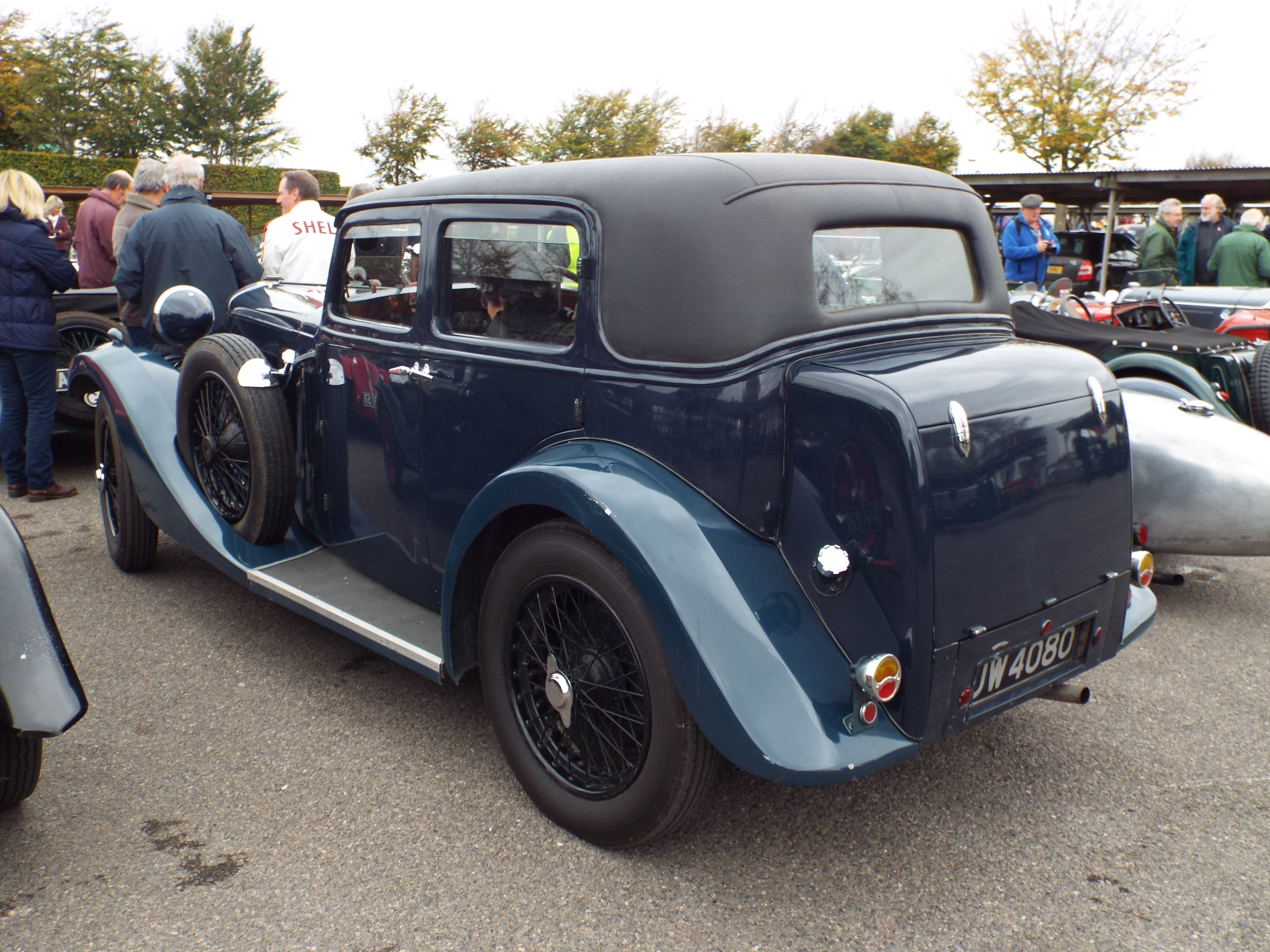
Modelo 20 sports saloon (1934)

Los siguientes automóviles fueron construidos por Sunbeam Motor Car Company Limited.
| Años en producción | Nombre       | Caballos Fiscales RAC | Cilindros | Diámetro / carera (mm) | Cilindrada (cc) | Válvulas | Frenos | Hp @ RPM         |
| ------------------ | ------------ | --------------------- | --------- | ---------------------- | --------------- | -------- | ------ | ---------------- |
| 1903–1904          | 12           | 15.9                  | 4         | 80 x 120               | 2412            | ioe      | RWB    | – @ 1200         |
| 1904               | 16           | 23.8                  | 6         | 80 x 120               | 3618            | T-head   | RWB    |                  |
| 1905               | 12           | 17.5                  | 4         | 84 x 120               | 2660            | T-head   | RWB    | 12 @ 1200        |
| 1906               | 16           | 22.4                  | 4         | 95 x 120               | 3402            | L-head   | RWB    | – @ 900          |
| 1907               | 16/20        | 22.4                  | 4         | 95 x 120               | 3402            | L-head   | RWB    | – @ 900          |
| 1907               | 25/30        | 33.6                  | 6         | 95 x 120               | 5103            | L-head   | RWB    |                  |
| 1908–1909          | 20           | 27.3                  | 4         | 105 x 130              | 4503            | L-head   | RWB    |                  |
| 1908–1909          | 35           | 35.7                  | 4         | 120 x 140              | 6333            | L-head   | RWB    |                  |
| 1909               | 14/18        | 22.4                  | 4         | 95 x 120               | 3402            | L-head   | RWB    |                  |
| 1909               | 14/20        | 22.4                  | 4         | 95 x 135               | 3828            | T-head   | RWB    | 54 @ 2300        |
| 1909               | 16           | 17.9                  | 2         | 120 x 140              | 3167            | L-head   | RWB    |                  |
| 1910–1911          | 12/16        | 15.9                  | 4         | 80 x 120               | 2412            | T-head   | RWB    | 58 @ 2600        |
| 1910–1911          | 16/20        | 22.4                  | 4         | 95 x 135               | 3828            | T-head   | RWB    |                  |
| 1910–1911          | 25/30        | 27.3                  | 4         | 105 x 135              | 4676            | T-head   | RWB    |                  |
| 1911               | 18/22        | 23.8                  | 6         | 80 x 120               | 3618            | T-head   | RWB    | 46 @ 2000        |
| 1912–1914          | 12/16        | 15.9                  | 4         | 80 x 150               | 3016            | L-head   | RWB    |                  |
| 1912–1914          | 16/20        | 20.1                  | 4         | 90 x 160               | 4070            | L-head   | RWB    |                  |
| 1912–1914          | 25/30        | 30.1                  | 6         | 90 x 160               | 6105            | L-head   | RWB    |                  |
| 1919–1921          | 16 hp        | 15.9                  | 4         | 80 x 150               | 3016            | L-head   | RWB    |                  |
| 1919–1921          | 24 hp        | 23.8                  | 6         | 80 x 150               | 4524            | L-head   | RWB    |                  |
| 1922               | 16 hp        | 15.9                  | 4         | 80 x 150               | 3016            | SOHC     | RWB    | 16v 8 plugs      |
| 1922               | 16 hp        | 15.9                  | 4         | 80 x 150               | 3016            | OHV      | RWB    |                  |
| 1922               | 24 hp        | 23.8                  | 6         | 80 x 150               | 4524            | SOHC     | RWB    | 24v 12 plugs     |
| 1922               | 24 hp        | 23.8                  | 6         | 80 x 150               | 4524            | OHV      | RWB    |                  |
| 1922–1923          | 14 hp        | 12.9                  | 4         | 72 x 120               | 1954            | OHV      | RWB    |                  |
| 1923               | 16/40        | 15.9                  | 4         | 80 x 150               | 3016            | OHV      |        |                  |
| 1923               | 24/60        | 23.8                  | 6         | 80 x 150               | 4524            | OHV      |        | 63 @ 2700        |
| 1924               | 16/50        | 18.2                  | 6         | 70 x 110               | 2540            | OHV      |        |                  |
| 1924               | 24/70        | 23.8                  | 6         | 80 x 150               | 4524            | OHV      |        |                  |
| 1924–1926          | 12/30        | 11.5                  | 4         | 68 x 110               | 1598            | OHV      | RWB    |                  |
| 1924–1926          | 14/40        | 14                    | 4         | 75 x 120               | 2121            | OHV      |        | 41 @ 2800        |
| 1924–1926          | 20/60        | 20.9                  | 6         | 75 x 120               | 3181            | OHV      |        |                  |
| 1926               | 30/90        | 31.7                  | 8         | 80 x 120               | 4825            | OHV      |        |                  |
| 1926               | 30/90        | 35.8                  | 8         | 85 x 120               | 5448            | OHV      |        |                  |
| 1926–1930          | 3-litre      | 20.9                  | 6         | 75 x 110               | 2916            | DOHC     |        | 93 @ 4000        |
| 1926–1930          | 20 hp (20.9) | 20.9                  | 6         | 75 x 110               | 2916            | OHV      |        | 70 @ 3500        |
| 1927–1928          | 30 hp        | 31.7                  | 8         | 80 x 120               | 4825            | OHV      |        |                  |
| 1927–1929          | 35 hp        | 35.8                  | 8         | 85 x 120               | 5448            | OHV      |        |                  |
| 1927–1930          | 16 hp (16.9) | 16.9                  | 6         | 67.5 x 95              | 2040            | OHV      |        | 44 @ 4000        |
| 1927–1932          | 25 hp        | 23.8                  | 6         | 80 x 120               | 3618            | OHV      |        | 72 @ 2900        |
| 1931–1933          | 16 hp (18.2) | 18.2                  | 6         | 70 x 95                | 2193            | OHV      |        | 44 @ 4000        |
| 1931–1933          | 20 hp (23.8) | 23.8                  | 6         | 80 x 110               | 3317            | OHV      |        | 74 @ 3250        |
| 1934               | Twenty       | 18.2                  | 6         | 70 x 95                | 2193            | OHV      |        |                  |
| 1934               | Dawn         | 12.9                  | 4         | 72 x 100               | 1627            | OHV      |        | 49 @ 4200        |
| 1934–1935          | Speed 20     | 20.9                  | 6         | 75 x 110               | 2916            | OHV      |        | 72 @ 3600        |
| 1934–1935          | Twenty Five  | 23.8                  | 6         | 80 x 110               | 3317            | OHV      |        | 74 @ 3250        |
| 1935               | Twenty       | 19.8                  | 6         | 73 x 110               | 2762            | OHV      |        | 59 @ 3600        |
| 1936               | Thirty       | 31.7                  | 8         | 80 x 112               | 4503            | OHV      |        | Roesch prototype |

### Vehículos comerciales

#### Trolebuses
Aunque la producción de automóviles Sunbeam se canceló, se mantuvo la producción de trolebuses. El negocio de trolebuses de Karrier se trasladó de Huddersfield a Moorfield (no de Luton, con las otras operaciones de Karrier) y se combinó con Sunbeam, pero se generaron los mismos diseños de Karrier. Durante la guerra, la fábrica produjo el único trolebús disponible en el Reino Unido; uno de dos pisos y cuatro ruedas, conocido como Karrier o Sunbeam W4.
En 1946, poco después del final de la Segunda Guerra Mundial, J. Brockhouse and Co Limited de West Bromwich, un grupo de ingeniería, compró Sunbeam Commercial Vehicles, pero en septiembre de 1948 vendió la parte del negocio de trolebuses a Guy Motors Limited, que construyó los trolebuses Sunbeam en su fábrica hasta que el último se completó en 1964.

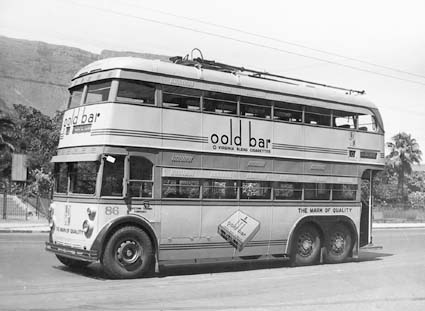
Trolebús MS2 con carrocería Weymann de Ciudad del Cabo (1938-1939)

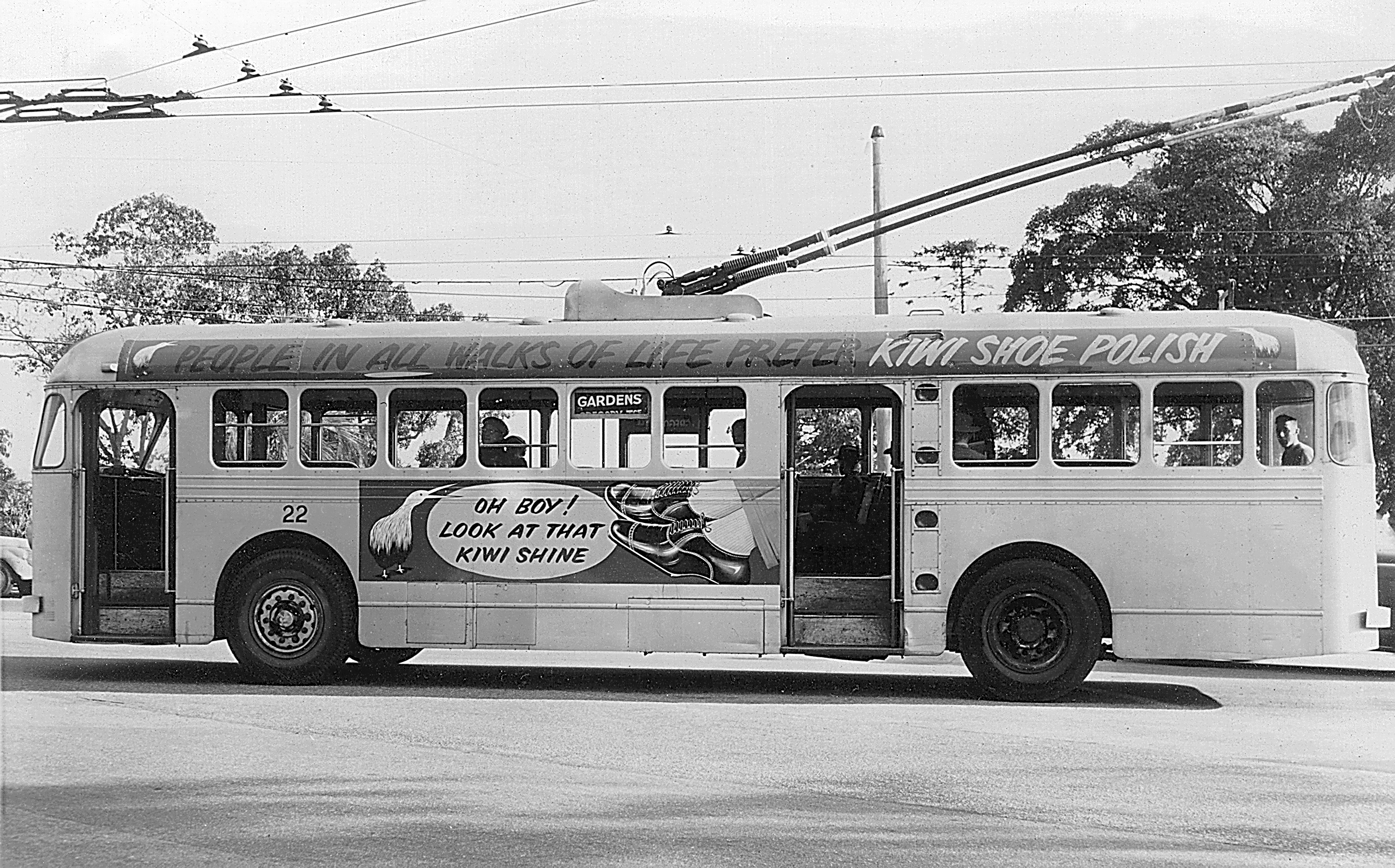
Trolebús MF2B de Brisbane (hacia 1952)

#### Autobuses de dos pisos
- Sikh 1930-33 (tres construidos)
- Pathan 1930-38 (al menos cuatro construidos para Woverhampton Corp)
- DF2 1936-48 (uno construido para Wolverhampton Corp)

#### Trolebuses de dos pisos
- MS2 1934-48
- MS3 1934-48
- MF1 1934-49
- MF2 1935-52
- W4 1943-47
- F4 / F4A 1948-65
- S7 / S7A 1948-58

#### Trolebuses de dos o tres pisos
- MF2B 1934-65

El Ayuntamiento de Brisbane (Australia) importó el chasis de trolebús Sunbeam de una sola planta desde 1951 hasta 1960. Todos habían sido retirados en 1969.

### Motores de aviación Sunbeam-Coatalen

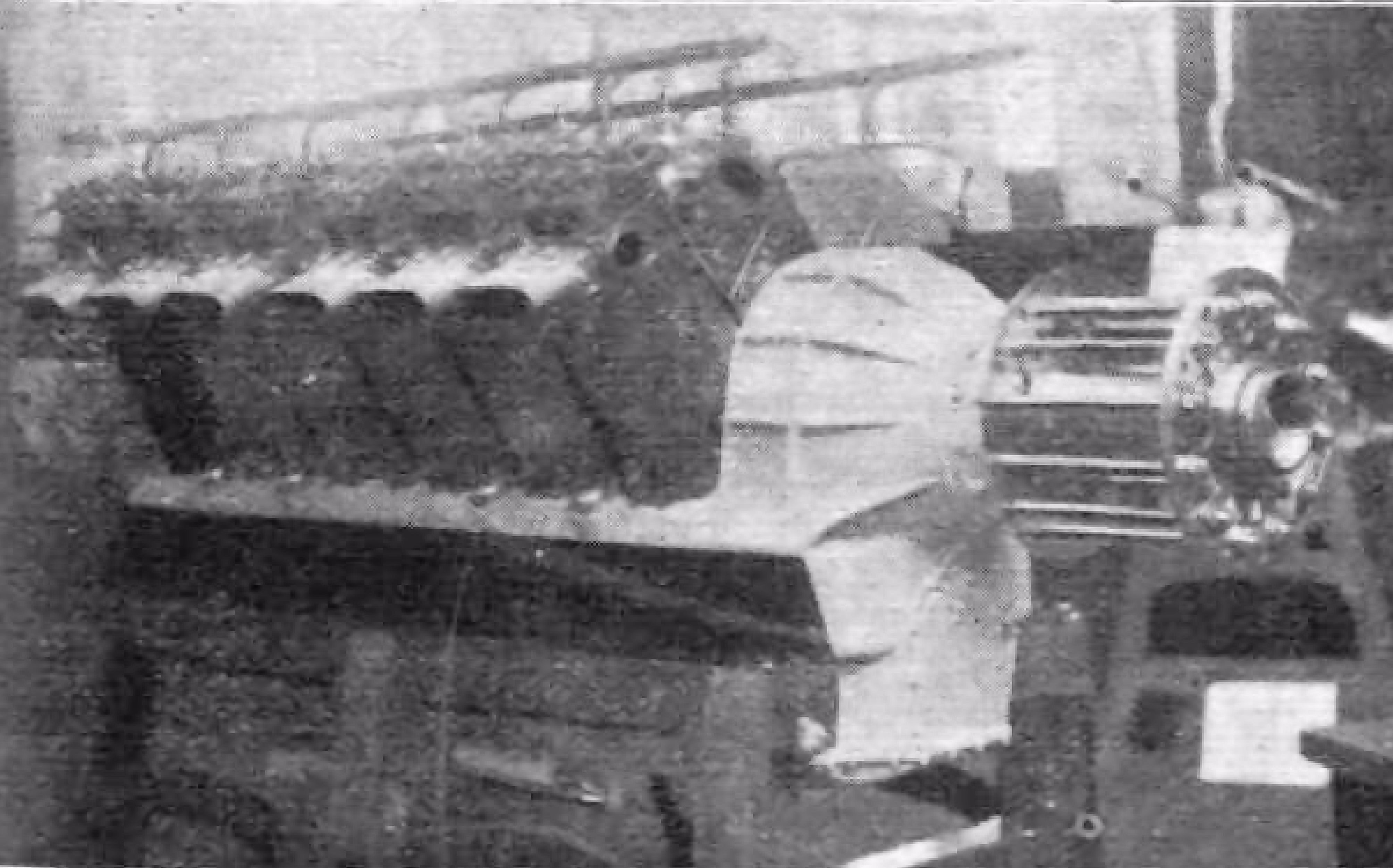
Sunbeam Sikh V-12 de 800hp. Motor de pistones refrigerado por agua, expuesto en el Salón Aéreo de París (1919)

Sunbeam, Wolverhampton, Inglaterra, comenzó a construir motores de aviación en 1912. Louis Coatalen se unió a Sunbeam como ingeniero jefe en 1909, después de haber sido ingeniero jefe de Humber en Coventry. La compañía se convirtió rápidamente en uno de los principales fabricantes de motores del Reino Unido e incluso diseñó un avión propio. Sunbeam suspendió la producción de motores de aviación después de que Coatalen abandonara la compañía en la década de 1930.
- Sunbeam Crusader V8, 150 HP (111,9 kilovatios)
- Sunbeam Zulu V8, 160 caballos (119,3 kW), desarrollado a partir de Crusader
- Sunbeam Mohawk V12, 225 caballos (167,8 kW)
- Sunbeam Gurkha V12, 240 caballos (179 kW), desarrollado a partir del Maori
- Sunbeam Cossack V12, 320 caballos (238,6 kW), 18.4 litros
- Sunbeam Nubian V8, 155 caballos (115,6 kW), 7,7 litros
- Sunbeam Afridi V12, 200 caballos (149,1 kW), 11.476 litros
- Sunbeam Maori V12, 250 caballos (186,4 kW), 14.7 litros, desarrollado a partir de Afridi
- Sunbeam Amazon, motor de seis cilindros en línea, 160 caballos (119,3 kW), 9.2 litros, desarrollado a partir del Cossack
- Sunbeam Saracen, 6 cilindros en línea, 200 caballos (149,1 kW), 11.2 litros, desarrollado a partir del Amazon
- Sunbeam Viking W18 "Broad Arrow" 450 caballos (335,6 kW), 33.6 litros, desarrollado a partir del Cossack
- Sunbeam Arab V8, 200 caballos (149,1 kW), 11.8 litros
- Sunbeam Bedouin V8 invertido, 200 caballos (149,1 kW), 12,3 litros, desarrollado a partir del Arab
- Sunbeam Manitou V12, 325 caballos (242,4 kW), 14.7 litros, desarrollado a partir del Maori
- Sunbeam Tartar V12, 300 caballos (223,7 kW), 15.4 litros
- Sunbeam Kaffir W12 "Broad Arrow" 300 caballos (223,7 kW), desarrollado a partir del Arab, 18,3 litros
- Sunbeam Spartan V12, 200 caballos (149,1 kW), 14 litros, refrigerado por aire
- Sunbeam Matabele V12, 400 caballos (298,3 kW), 22.4 litros, desarrollado a partir del Cossack
- Sunbeam Malay disposición en estrella de cinco radios con 20 cilindros, 500 caballos (372,9 kW), 29,4 litros
- Sunbeam Pathan Straight-6, 100 caballos (74,6 kW), 8.8 litros, diésel
- Sunbeam Dyak Straight-6, 100 caballos (74,6 kW), 8.8 litros
- Sunbeam Sikh V12, 800 caballos (596,6 kW), 64.1 litros
- Sunbeam Sikh II
- Sunbeam Sikh III
- Sunbeam 2,000hp

### Coches de Gran Premio

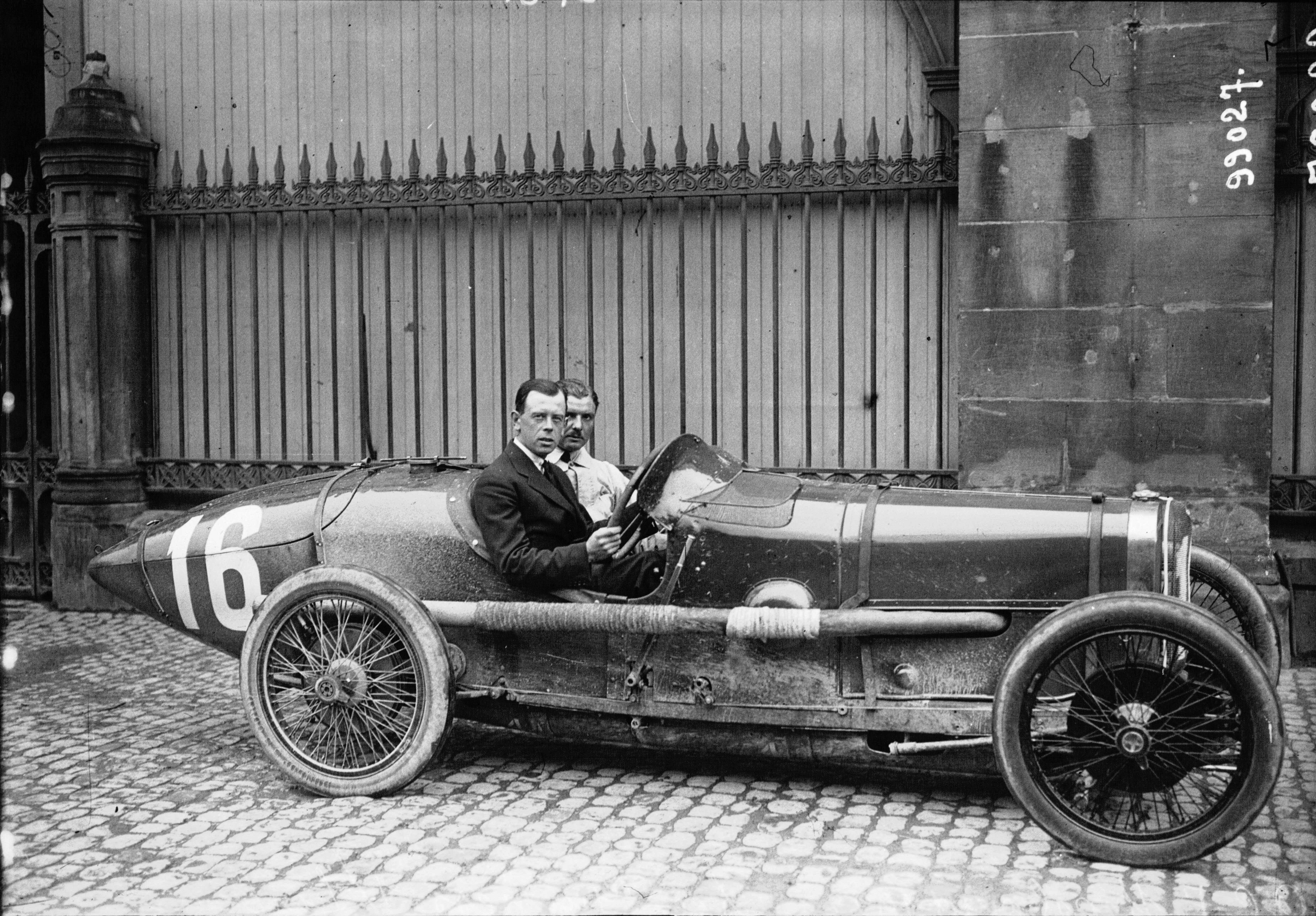
Kenelm Lee Guinness en el Gran Premio de Francia (1922)

La gran época de Sunbeam fue realmente la década de 1920 bajo el liderazgo de Coatalen, con automóviles muy bien diseñados, de alta calidad y fiables, y una gran reputación en las pistas de carreras.
Coatalen complació al piloto Henry Segrave construyendo los coches de carreras con los que ganó los Grandes Premios de Francia y España en 1923 y 1924. En 1921 Segrave participó en su primer Gran Premio en un Talbot no.10, un Sunbeam de Gran Premio de 1921 mejorado. Este innovador coche con motor de bloque de aluminio de ocho cilindros en línea y cuatro válvulas por cilindro, influenciado por el gran diseñador Ernest Henry, ganó el Tourist Trophy de 1922 en manos de Jean Chassagne.
Un equipo diferente sobre el Sunbeam Grand Prix 1922 con motor de 2 litros y válvulas en cabeza, diseñado por Ernest Henry, se inscribió en el Gran Premio de Francia de ese año.

### Coches de récords mundiales de velocidad terrestre

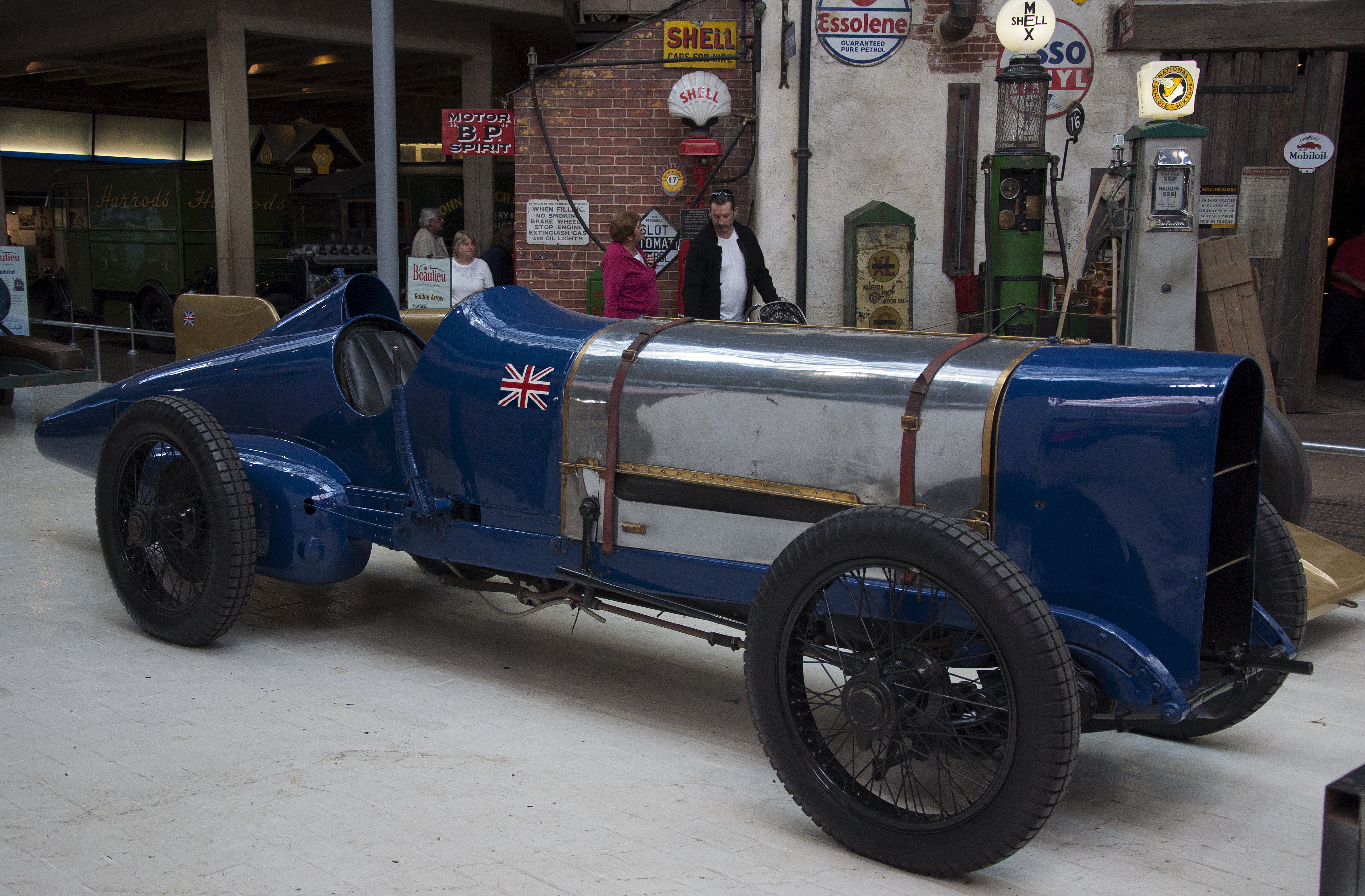
Sunbeam 350HP (1922), exhibido en el National Motor Museum, Beaulieu

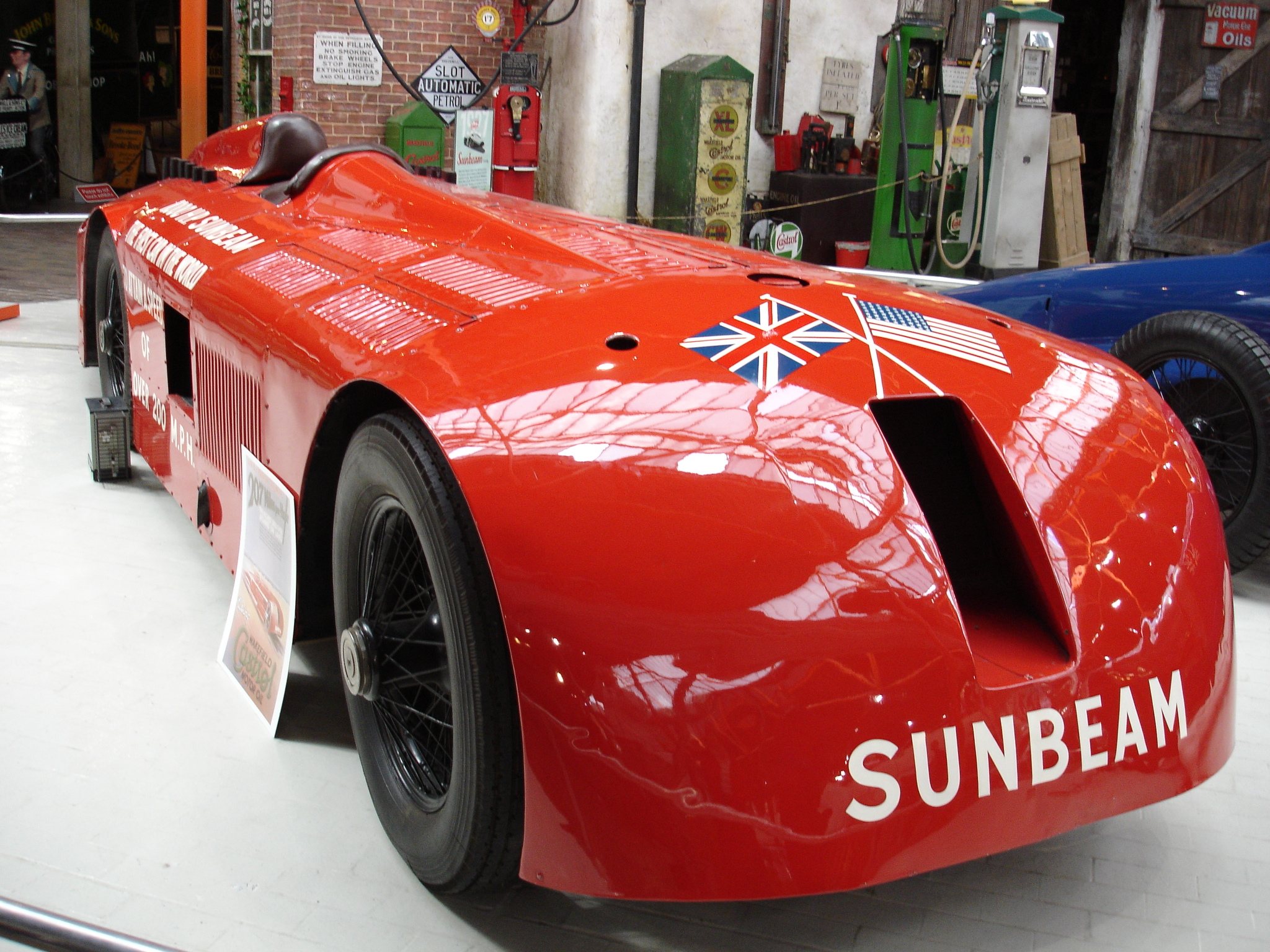
Sunbeam 1000HP (1927), mostrado en el National Motor Museum, Beaulieu

También construyó un vehículo con un motor V12 de 18.3 litros especialmente concebido para correr en el circuito de Brooklands. Su diseño era un híbrido de los motores de aviación Sunbeam Manitou y Sunbeam Arab. Este motor tenía cuatro bloques de tres cilindros dispuestos en dos bancadas dispuestas a 60 grados (a diferencia del Arab, que las tenía a 90 grados). Cada cilindro tenía una entrada y dos válvulas de escape accionadas por un único árbol de levas en la parte superior. Los dos árboles de levas eran accionadas por un conjunto complejo de 16 engranajes de la parte delantera del cigüeñal, una disposición muy similar a la utilizada en el motor Maori que tenía dos OHC por bancada de cilindros. Este famoso automóvil (el Sunbeam 350HP) estableció tres récords de velocidad en tierra, el primero logrado por Kenelm Lee Guinness en Brooklands en 1922 con una velocidad de 133,75 mph. Más adelante, el corredor Malcolm Campbell compró este automóvil y lo pintó con sus colores distintivos. Lo llamó Blue Bird, y en septiembre de 1924 alcanzó una nueva velocidad récord de 146.16 mph en Pendine Sands (sur de Gales), elevándolo al año siguiente a 150,76 millas por hora. El mismo año, el nuevo 3-litre Super Sports de Coatalen quedó segundo en Le Mans, superando a los Bentley. Este fue el primer coche de producción de doble cámara en el mundo. En 1926 Segrave se hizo con el récord del mundo de velocidad en el Sunbeam 4-litre V12, originalmente denominado Ladybird y más tarde renombrado como Tiger. Coatalen decidió volver a intentar batir el récord, construyendo el verdaderamente gigantesco Sunbeam 1000HP impulsado por dos motores de 450 HP (336 kilovatios) Matabele. El 29 de marzo de 1927, el automóvil estableció el récord de velocidad en 203,792 mph (327,972 kilómetros por hora). Este automóvil se halla en el National Motor Museum, Beaulieu, Reino Unido.
Un intento de registro de velocidad terrestre posterior, con el Silver Bullet de 1930, no logró ninguno de los registros ni de los avances esperados en los motores de aviación. Ahora está casi olvidado.

## Sunbeam como marca de otros fabricantes

### Grupo Rootes

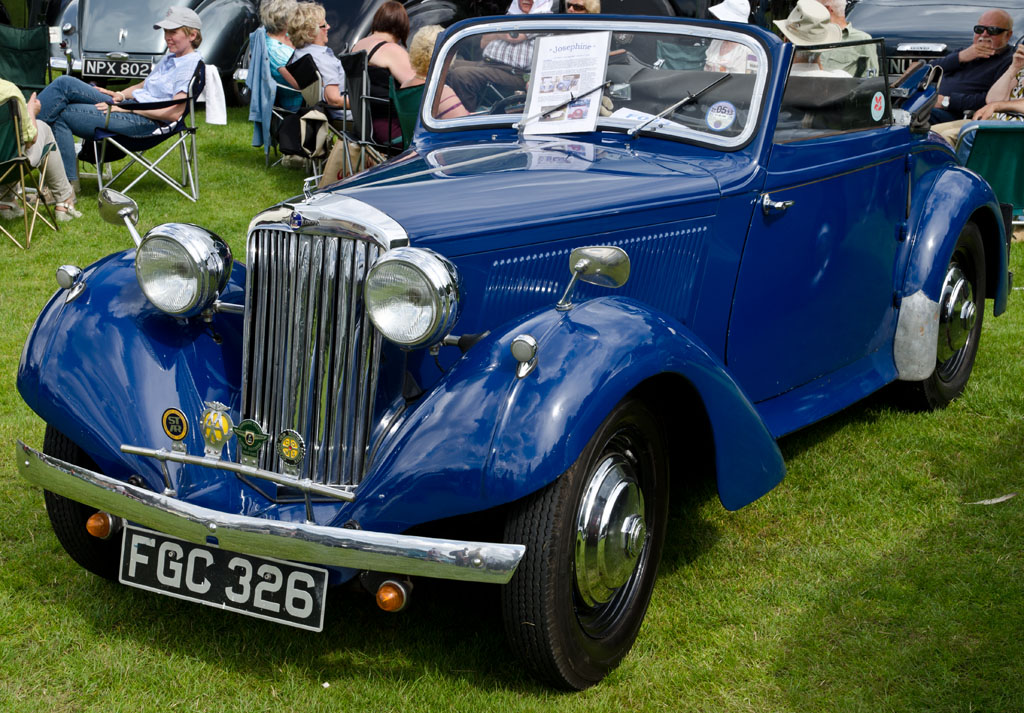
Talbot Ten coupé aerodinámico (1938)

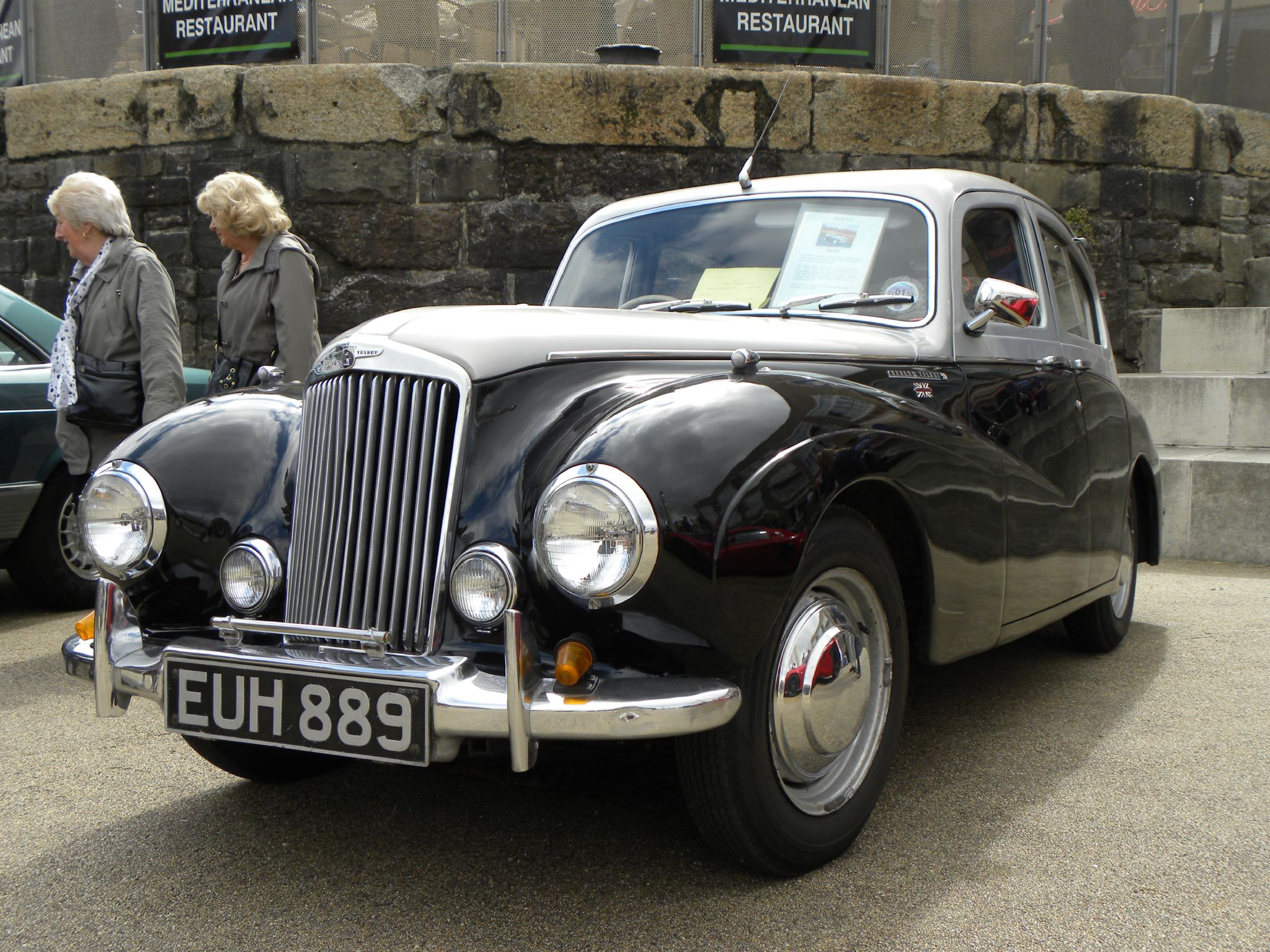
Sunbeam-Talbot 90 saloon (1949)

Rootes fue uno de los primeros defensores del "rediseño", construyendo un solo chasis fabricado en serie y equipándolo con diferentes paneles e interiores para adaptarse a diferentes mercados. Terminaron la producción de modelos existentes en todas las nuevas compañías, reemplazándolas con diseños de Hillman y Humber que eran más susceptibles a la producción en cadena.
Aunque la intención de Rootes era continuar el nombre de Sunbeam en un automóvil de lujo grande y caro, el Sunbeam 30 de ocho cilindros, después de casi cuatro años se anunció que Sunbeam Motors y Clement-Talbot se combinarían bajo la empresa Clement Talbot Limited y que iban a producir automóviles de buena calidad a precios razonables. Durante 1937 Humber absorbió Clement Talbot Limited y Sunbeam Motors Limited de Rootes Securities Limited.
En 1938, Rootes creó una nueva marca llamada Sunbeam-Talbot que combinaba la calidad de la carrocería de Talbot y el chasis actual de Hillman y Humber y se ensambló en la fábrica de Talbot en Londres. Los dos modelos iniciales fueron el Sunbeam-Talbot 10 y el modelo 3 litros, seguidos por los modelos Sunbeam-Talbot 2 Litre y 4 litros basados en los modelos anteriores solo con diferentes motores y distancias entre ejes más largas. La producción de estos modelos continuó después de la guerra hasta 1948.
En el verano de 1948, se introdujeron los Sunbeam-Talbot 80 y los Sunbeam-Talbot 90, con un diseño aerodinámico totalmente nuevo con guardabarros delanteros de líneas fluidas (alas). Los 80 usaban el motor basado en el Hillman Minx con válvulas en cabeza y los 90 usaban una versión modificada del Humber Hawk. Las carrocerías de los automóviles fueron fabricadas por otra empresa del Grupo Rootes, British Light Steel Pressings de Acton, sin embargo, los modelos convertibles fueron completados por los carroceros Thrupp & Maberly en Cricklewood. El 80, lastrado por un motor de baja potencia, dejó de producirse en 1950. El 90 se renombró como 90 Mark II y luego como 90 Mark IIA y finalmente en 1954 como Sunbeam Mark III, haciendo finalmente desaparecer el nombre de Talbot. Con los cambios de nombre del modelo, los faros delanteros se elevaron en los guardabarros, se adoptó una suspensión delantera independiente de muelles helicoidales y el desplazamiento del motor pasó de 1944 cc a 2267 cc con una mayor relación de  compresión y una potencia aumentada a 80 HP (60 kilovatios).

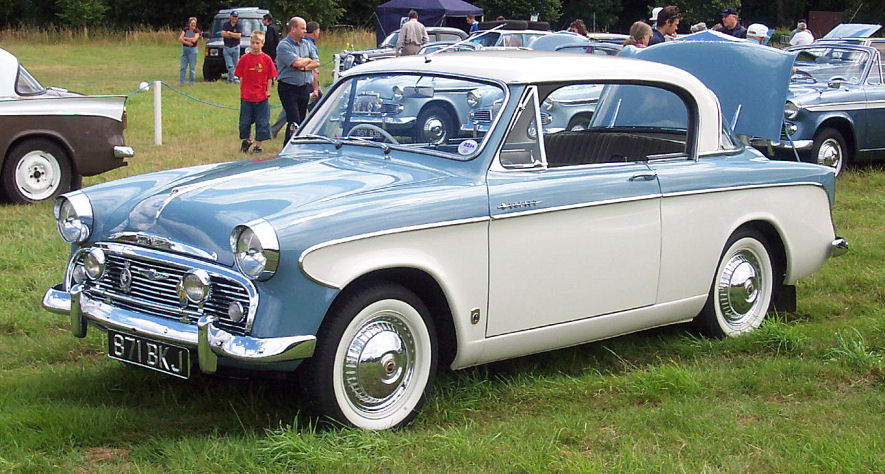
Sunbeam Rapier (1957)

Hubo un modelo más del Sunbeam-Talbot que apareció en 1953, un roadster deportivo Alpine de dos asientos, que fue desarrollado inicialmente por un concesionario de Sunbeam-Talbot, George Hartwell de Bournemouth, como un coche de rally único, que tenía sus orígenes en un drophe coupé de 1952. El nombre de "Alpine" seguramente fue ideado por Norman Garrad (del Departamento de Competición), que estuvo muy involucrado en los éxitos de Sunbeam-Talbot en la Copa de los Alpes a principios de la década de 1950 utilizando el modelo Saloon. El Alpine Mark I y Alpine Mark III (el Mark II nunca se fabricó) se construyeron a mano como el Drophead Coupé en los talleres de Thrupp & Maberly entre 1953 y 1955, cuando cesó la producción después de que se fabricaran cerca de 3000 unidades. Se ha estimado que tal vez solo unas 200 se conserven actualmente. El nombre de Talbot se abandonó en 1954 por el del automóvil deportivo Sunbeam Alpine, lo que convirtió a Sunbeam en una marca deportiva. En 1955, un Sunbeam ganó el Rally de Monte Carlo. La producción de este Alpine cesó en 1956 y fue reemplazado por el deportivo Sunbeam Rapier.

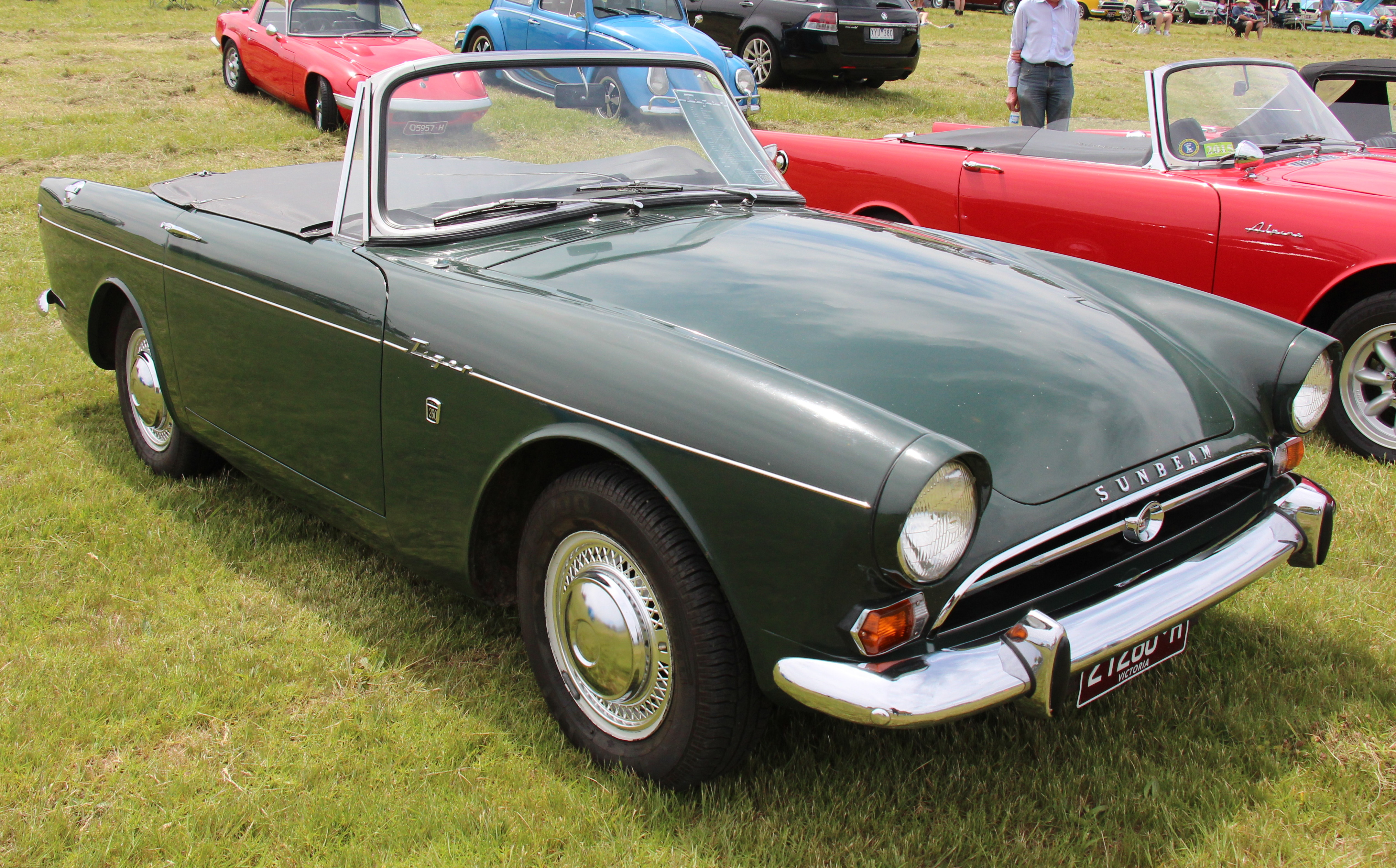
Sunbeam Tiger (1966)

En 1959 se introdujo un Alpine totalmente nuevo, y el Rapier 1955 (esencialmente un Hillman Minx) también se actualizó. Después de varias series exitosas de Alpine, el director de operaciones de la costa oeste de los Estados Unidos, Ian Garrad, se interesó por el éxito del AC Cobra, que montaba un motor V-8 de bloque corto en el pequeño bastidor del AC Ace para crear uno de los automóviles deportivos más exitosos de todos los tiempos. Garrad se convenció de que el bastidor del Alpine también podría adaptarse de la misma manera, y contrató a Carroll Shelby para realizar los prototipos Alpine con un motor Ford. El resultado fue el Sunbeam Tiger, lanzado en 1964, que llegó a ser un gran éxito, acumulando 7000 unidades vendidas en sus 3 años de producción, en comparación con los 70.000 producidos en 9 años del modelo de motor pequeño.

### Chrysler Europa
Pero en este punto, Rootes estaba en problemas financieros. Las conversaciones con Leyland Motor Corporation no llegaron a ninguna parte, por lo que en 1964, el 30% de la compañía (junto con el 50% de las acciones sin derecho a voto) fue comprado por FCA US, que intentaba entrar en el mercado europeo. Irónicamente, Chrysler había comprado Simca el año anterior, que anteriormente había comprado Automobiles Talbot, originalmente la marca británica que se había fusionado con STD Motors muchos años antes.

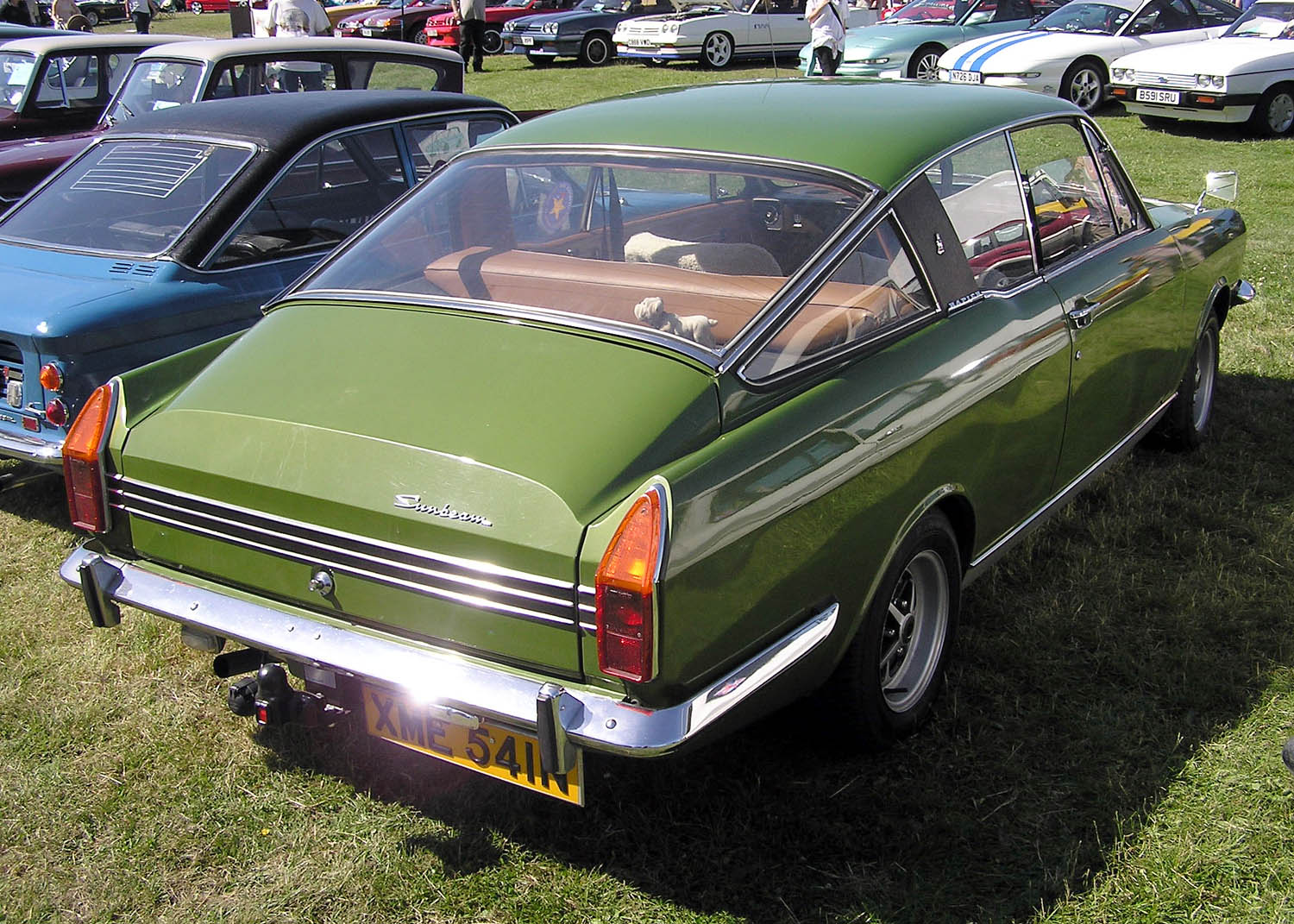
Sunbeam Rapier coupé

La experiencia de Chrysler con el imperio Rootes no fue muy afortunada. Los distintos  modelos fueron abandonados durante los siguientes años mientras se intentaba construir una sola marca a partir de los mejores modelos de cada uno de los componentes de la compañía, pero para los administradores, "mejor" significaba típicamente "más barato de producir", lo que estaba en desacuerdo con la anterior política de Rootes de fomentar la calidad de sus productos. La lealtad a la marca comenzó a erosionarse, y se vio muy dañada cuando decidieron dejar de utilizar las antiguas marcas y empezar a llamar a todos los modelos Chrysler. El Tiger fue lanzado en 1967 después de un fallido intento de equiparlo con un motor Chrysler, y el Stiletto, derivado de Hillman Imp, desapareció en 1972.
El último Sunbeam producido fue el Rootes Arrow / Sunbeam Alpine de la serie "Rapier" fastback (1967-1976). Poco después, FCA US, que había comprado Rootes, disolvió la marca. El Hillman (rebautizado Chrysler) Hunter, en el que estaban basados, se mantuvo en el mercado hasta 1978.
Un modelo derivado del Hillman Avenger, el Chrysler Sunbeam, mantuvo el nombre de Sunbeam, pero como modelo y no como marca, desde 1977. Tras la adquisición de Chrysler Europe por el Groupe PSA, el modelo fue rebautizado como Talbot Sunbeam desde 1979 hasta su suspensión en 1981. El nombre de Sunbeam no se ha usado en un automóvil de producción desde entonces.

### Ubicaciones de fábricas y modelos producidos

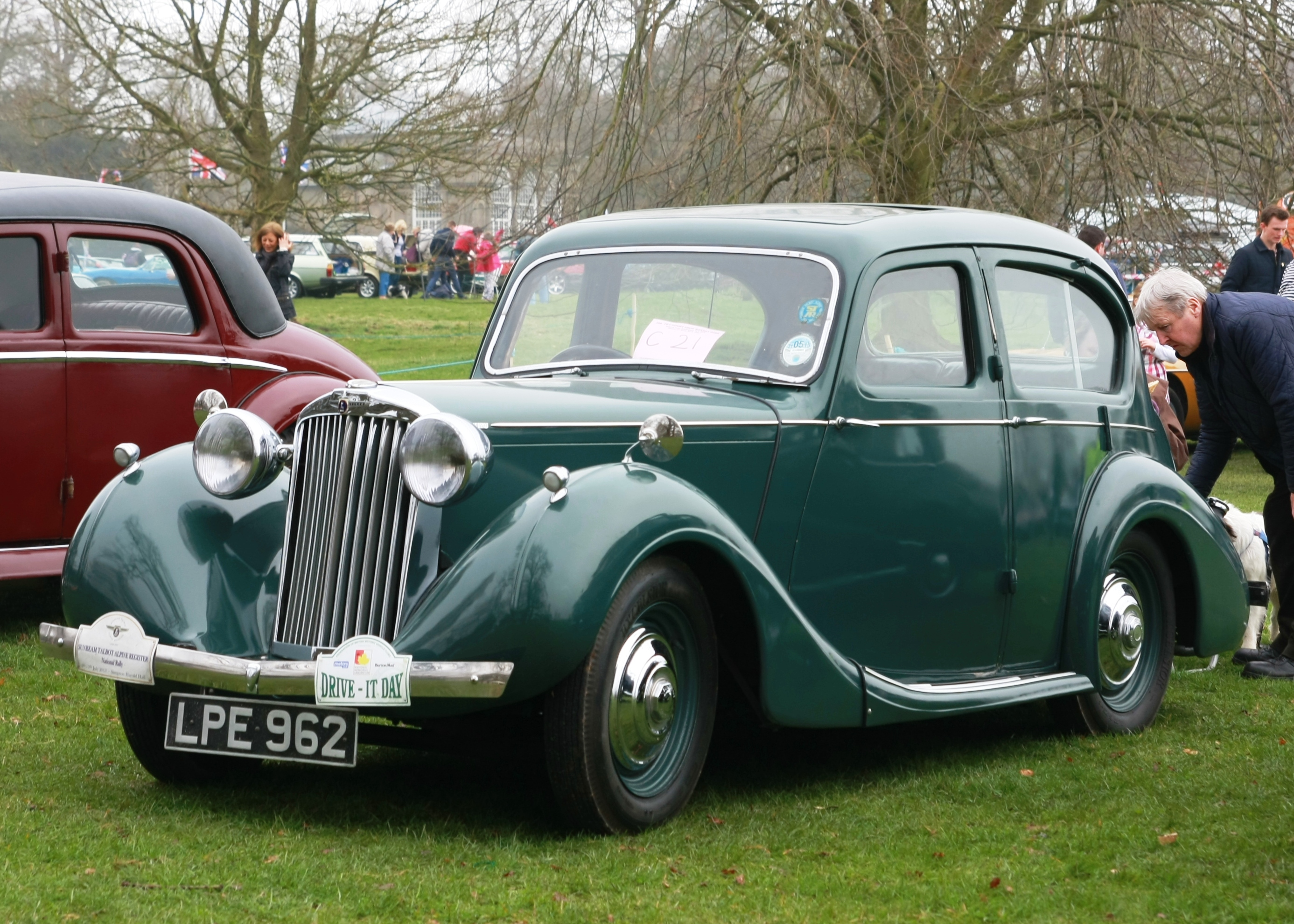
Sunbeam-Talbot Ten (1947)

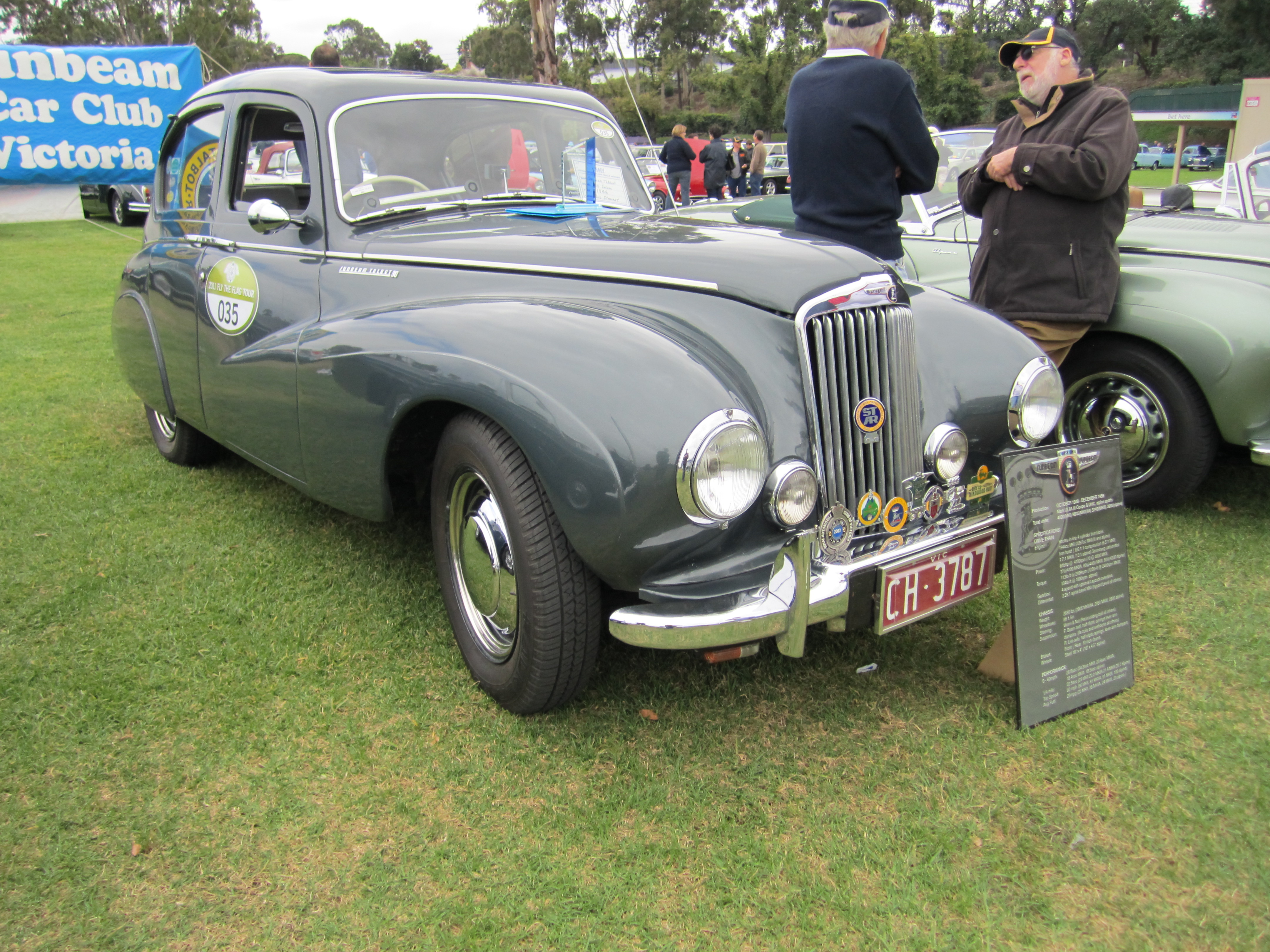
Sunbeam-Talbot 80 (c. 1950)

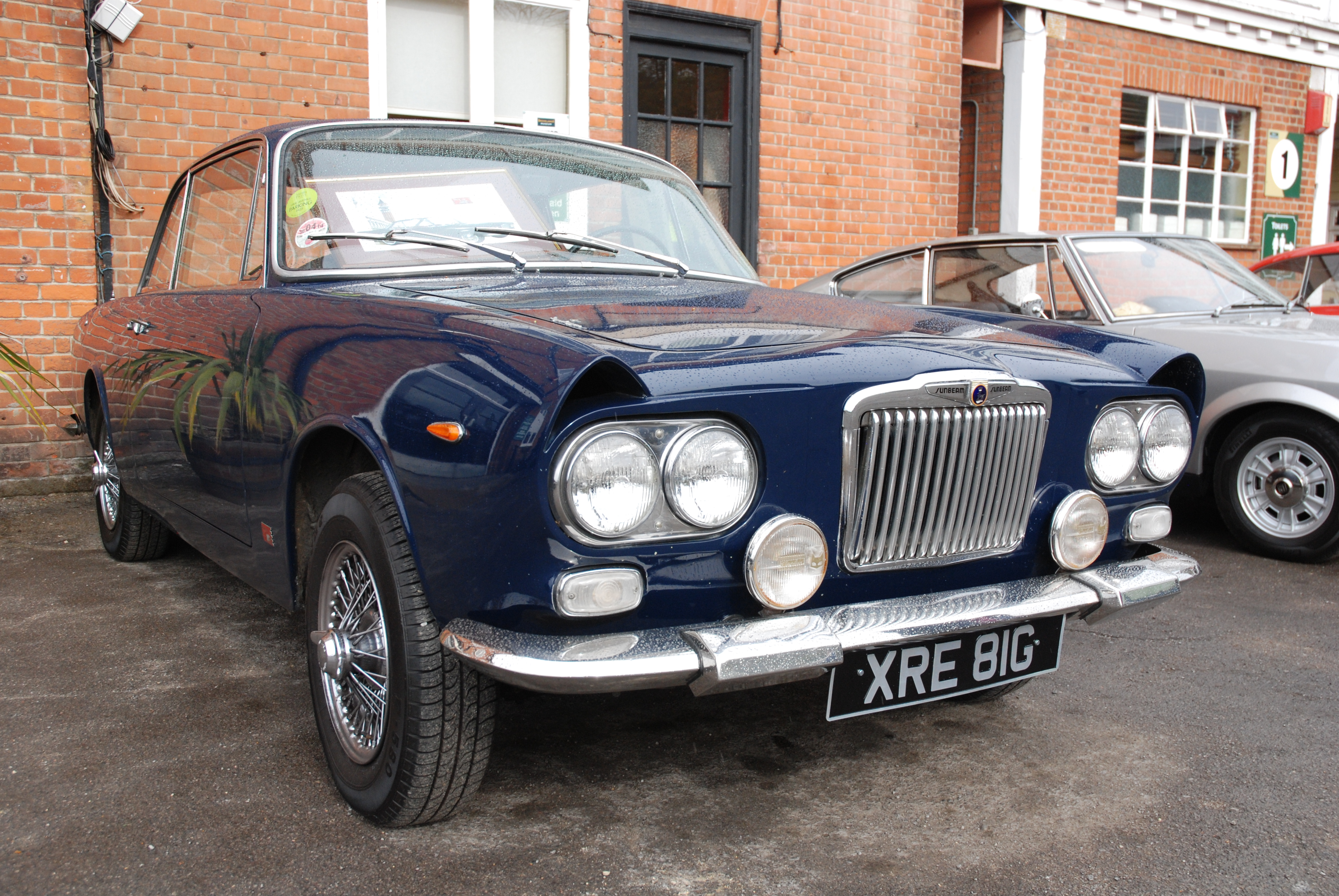
Carrocería Venezia por Touring

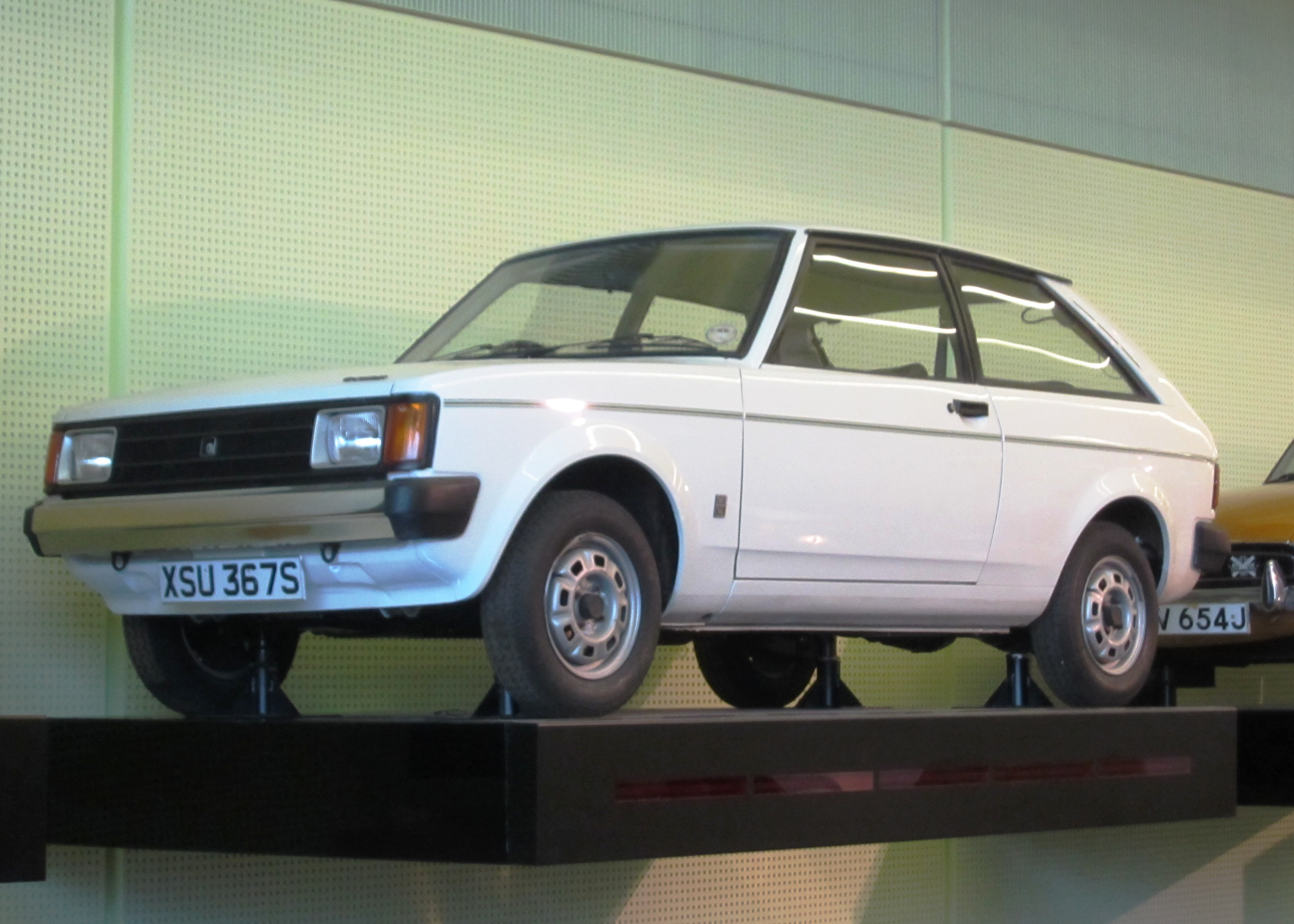
Chrysler Sunbeam

#### Barlby Road Kensington Londres
- 1936-37 Prototipos Sunbeam 30
- 1936-38 Talbot Ten
- 1938-46 Sunbeam-Talbot Ten
- 1939-46 Sunbeam-Talbot de dos litros
- 1938-40 Sunbeam-Talbot de tres litros
- 1939-40 Sunbeam-Talbot de cuatro litros

#### Ryton-on-Dunsmore
Sunbeam-Talbot
- 1946-48 Sunbeam-Talbot Ten
- 1946-48 Sunbeam-Talbot de dos litros
- 1948-50 Sunbeam-Talbot 80
- 1948-54 Sunbeam-Talbot 90 Marks I, II & IIA
- 1954-57 Sunbeam 90 Mark III

Rayo de sol
- 1953-55 Sunbeam Alpine Mark I
- 1955-67 Sunbeam Rapier Series I, II, III, IIIA, IV y V
- 1959-68 Sunbeam Alpine Series I, II, III, III, IV y V
- 1964-67 Sunbeam Tiger
- 1967-70 Sunbeam Rapier Fastback y Sunbeam Alpine Fastback

##### Ryton-on-Dunsmore solo para exportación
- Sunbeam Minx
- Sunbeam Vogue/Sunbeam Arrow
- Sunbeam Funwagon/Sunbeam Highwayman

#### Linwood
- 1966-76 Sunbeam Imp Sport
- 1967-72 Sunbeam Stiletto
- 1970-76 Sunbeam Rapier Fastback y Sunbeam Alpine Fastback
- 1977-79 Chrysler Sunbeam (solo nombre del modelo)
- 1979-81 Chrysler Sunbeam (solo nombre del modelo)

#### Stoke
- 1982-82 Sunbeam Lotus-Horizon (prototipo único rally)

#### Milán, Italia
- 1963-64 Cuerpo de Sunbeam Venezia por Carrozzeria Touring: solo 145 producidos